# Dąb (Katowice)
Dąb (niem. Domb) – część oraz dzielnica Katowic, położona w północnej części miasta, nad Rawą.
Jest najwcześniej wzmiankowaną osadą w obecnych granicach Katowic. Był odnotowany już w dokumencie z 19 marca 1299 roku, przekazującym wieś Chorzów i Krasny Dąb klasztorowi bożogrobców, do którego Dąb należał aż do XIX wieku. Na przełomie XIX i XX wieku nastąpił szybki rozwój Dębu za sprawą lokalizacji na jego terenie nowych zakładów przemysłowych, zwłaszcza kopalni węgla „Eminencja” (od 1954 roku „Gottwald”, a od 1990 roku „Kleofas”) oraz huty „Baildon”. W 1924 roku Dąb został włączony do Katowic. Po upadku głównych zakładów przemysłowych pod koniec XX wieku, a także wraz z rozwojem sektorów usług i handlu Dąb pozostaje ośrodkiem wielofunkcyjnym.
Zabudowa Dębu w znacznej mierze pochodzi z przełomu XIX i XX wieku (ciągnie się ona głównie wzdłuż historycznych ciągów komunikacyjnych – ulic Dębowej i Agnieszki, a także prostopadłych do niej ulic) z dużym udziałem zabudowy okresu powojennego. Jest on bardzo dobrze skomunikowany dzięki Drogowej Trasie Średnicowej i drodze krajowej nr 79 (ulicy Chorzowskiej), a także linii tramwajowej biegnącej równolegle do drogi w kierunku Chorzowa i Śródmieścia Katowic. Dąb ma powierzchnię 1,86 km² (1,13% powierzchni miasta) i liczył w 2007 roku 6 914 mieszkańców (2,54% ludności Katowic).

## Geografia

### Położenie
Dąb jest jednostką pomocniczą Katowic (nr 10), znajdującą się w grupie dzielnic północnych. Graniczy ona od północy z Wełnowcem-Józefowcem, od wschodu z Koszutką i Śródmieściem, od południa z Załężem, a od zachodu z miastem Chorzowem (z Parkiem Śląskim) i Osiedlem Tysiąclecia. Granica dzielnicy biegnie następująco:
- od północy – wzdłuż granicy miasta z Chorzowem, dalej wzdłuż ulic Agnieszki, Krzyżowej i ks. P. Ściegiennego, po czym na wysokości osiedla Dębowe Tarasy skręca na wschód,
- od wschodu – wzdłuż ulicy J.N. Stęślickiego i F.W. Grundmanna,
- od południa – wzdłuż środka koryta Rawy,
- od zachodu – wzdłuż granicy gruntów, będących własnością Spółdzielni Mieszkaniowej „Piast” na zachód od ulicy Brackiej.

Według podziału fizycznogeograficznego Jerzego Kondrackiego Dąb znajduje się w mezoregionie Wyżyna Katowicka (341.13), będącym częścią krainy geograficznej Wyżyna Śląska, która jest częścią podprowincji Wyżyna Śląsko-Krakowska.

### Geologia i gleby

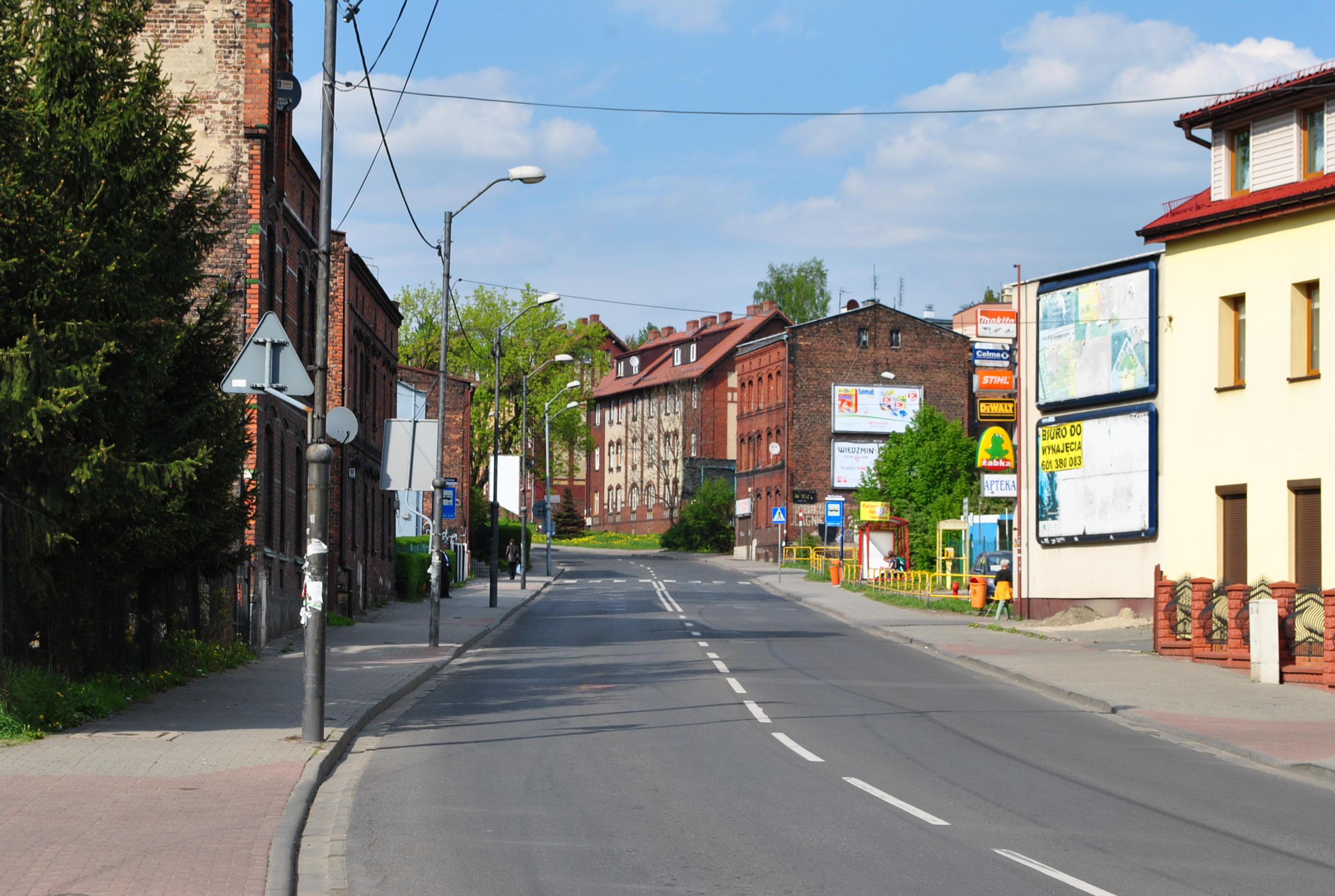
Ulica Agnieszki; jedna z ulic w Dębie, która biegnie wzdłuż stoków Wzgórz Chorzowskich (2015)

Dąb znajduje się w zapadlisku górnośląskim, będącym północną częścią dużej struktury geologicznej śląsko-morawskiej, którą wypełniają utwory pochodzące z górnego karbonu, zwłaszcza osady węglonośne warstw rudzkich (westfal A), leżące w obrębie struktur paleozoicznych wyżyn środkowopolskich. Warstwy te wraz z młodszymi są na znacznej większości obszaru dzielnicy (prócz położonego na wyższych wysokościach, niewielkiego obszaru w rejonie ulic Złotej i Bukowej oraz w rejonie kolonii Agnieszki) przykryte przez utwory czwartorzędowe, głównie pochodzenia polodowcowego, powstałe w czasie zlodowacenia południowopolskiego. Składają się na nie głównie gliny zwałowe, ich zwietrzeliny oraz piaski i żwiry lodowcowe, natomiast w północnej części również piaskowce, zlepieńce, mułowce i iłowce.
Gleby na obszarze Dębu uległy silnej antropopresji wskutek rozwoju osadnictwa, przez co znaczny jest tu udział gleb inicjalnych. Występują tu głównie gleby antropogeniczne, wytworzone z glin zwałowych. Są one skażone metalami ciężkimi (ołowiem, kadmem i cynkiem), których źródłem są zanieczyszczenia przemysłowe i powstające ze spalania węgla. Znaczna powierzchnia gleb w Dębie należy do III klasy bonitacyjnej. Do IV klasy należą niewielkie skrawki w rejonie skweru por. H. Kalemby oraz przy granicy z dzielnicą Osiedle Tysiąclecia.

### Ukształtowanie powierzchni
Według jednostek morfologicznych, północna część Dębu położona jest na Wzgórzach Chorzowskich, mających formę szeregów falistych, zaokrąglonych lub spłaszczonych wzniesień, które to na terenie dzielnicy dochodzą do 290 m n.p.m. w jej północnej części. Stoki Wzgórz Chorzowskich ciągną się wzdłuż ulicy Agnieszki oraz ulic Dębowej i Złotej do doliny Rawy. Teren ten jest rozcięty obniżeniami dolinnymi (wzdłuż jednego z nich biegnie ulica Dębowa).
Najwyższy punkt Dębu, dochodzący do 295 m n.p.m., znajduje się na północnym krańcu dzielnicy, przy skrzyżowaniu ulicy Agnieszki z ulicami Bytkowską i prof. J. Mikusińskiego. Stamtąd obszar Dębu obniża się w kierunku południowym. Południowa część położona jest w Obniżeniu Rawy. Poziom Rawy przy granicy Dębu, Osiedla Tysiąclecia i Załęża wynosi 265 m n.p.m. Różnica wysokości między najwyższym i najniższym punktem w Dębie wynosi więc około 30 m.

### Klimat
Warunki klimatyczne Dębu w niewielkim stopniu różnią się od klimatu dla całych Katowic. Są one modyfikowane zarówno przez czynniki klimatotwórcze, jak i lokalne, a także przez działalność człowieka (np. efekt miejskiej wyspy ciepła). Na klimat dzielnicy w większym znaczeniu mają wpływy oceaniczne z przewagą nad wpływami kontynentalnymi oraz sporadycznie docierające tu od południowego zachodu przez Bramę Morawską masy powietrza zwrotnikowego. Średnia roczna temperatura w stacji w niedalekim Muchowcu w wieloleciu 1961–2005 wynosiła 8,1 °C. Najcieplejszym miesiącem jest lipiec (17,8 °C), a najchłodniejszym styczeń (−2,2 °C). Średnie roczne usłonecznienie w wieloleciu 1966-2005 wynosiło 1474 godziny. Średnia roczna suma opadów w skali roku w wieloleciu 1951–2005 wynosiła 713,8 mm. Średni czas zalegania pokrywy śnieżnej wynosi 60–70 dni, a okres wegetacyjny trwa średnio 200–220 dni. W ciągu roku przeważają wiatry zachodnie i południowo-zachodnie, a najrzadsza jest cyrkulacja północna. Średnia prędkość wiatru wynosi 2,4 m/s.

### Hydrografia i hydrogeologia

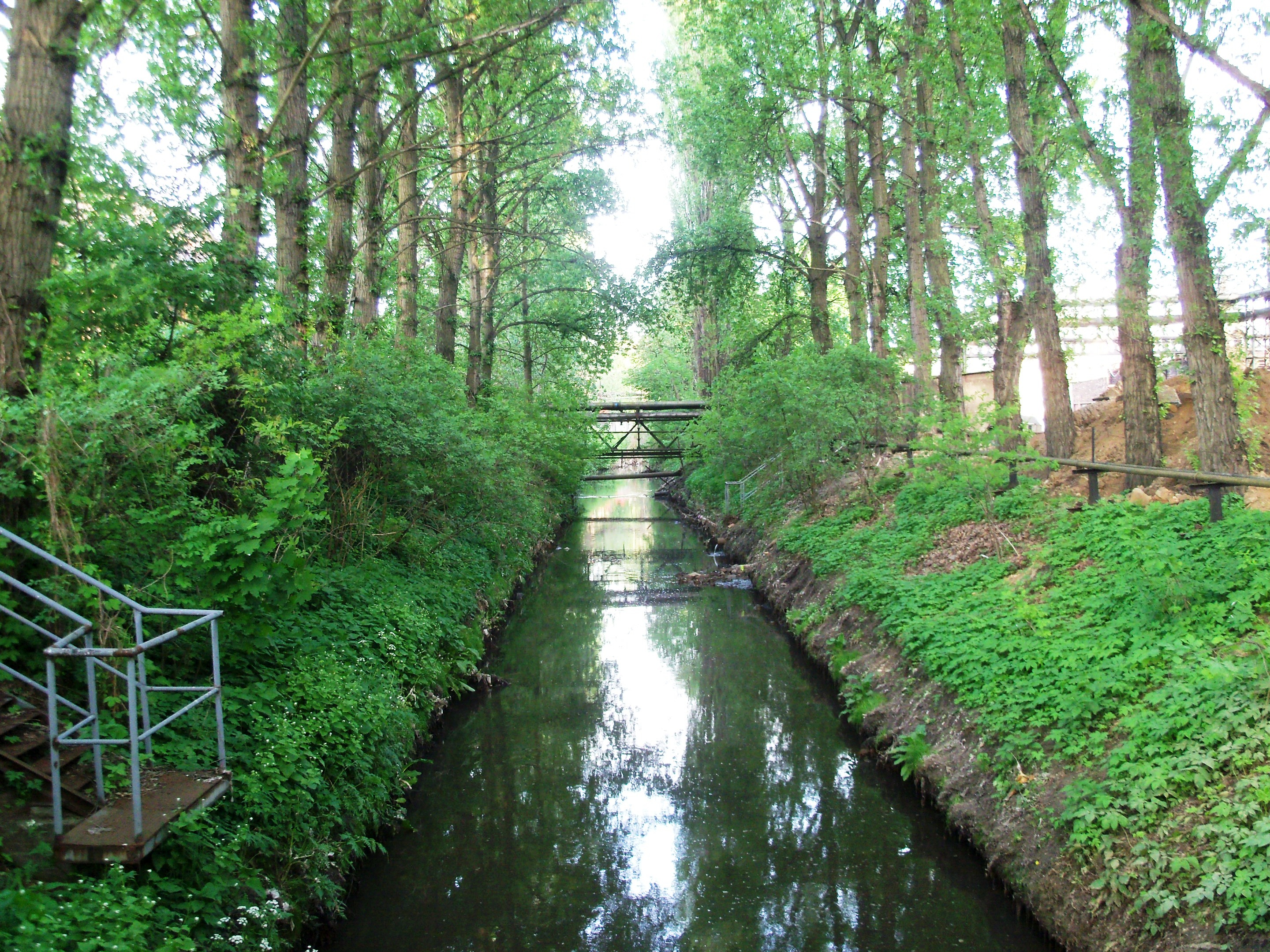
Rawa na wysokości dawnej huty „Baildon” (2011)

Powierzchnia Dębu położona jest w całości w lewym dorzeczu Wisły, w zlewni Rawy. Rzeka ta, będąca dopływem Brynicy, na terenie Dębu biegnie z zachodu na wschód wzdłuż południowej granicy z Załężem, ma w całości uregulowany przebieg i jest obwałowana. Stanowi ona odbiornik oczyszczonych i surowych ścieków oraz wód opadowych. W latach 1992–2002 udział wód obcych (ścieków komunalnych i przemysłowych) wynosił około 70%, co powodowało głębokie zaburzenia naturalnego przepływu wody. Poziom wód gruntowych w dolinie rzeki jest niski, przy czym wody te na obszarze dzielnicy mogą występować na bardzo zmiennych głębokościach z powodu zróżnicowania podłoża oraz skanalizowania Dębu i uszczelnienia koryta Rawy. 
W Dębie nie występuje żaden zbiornik wodny, natomiast już w XVI wieku na Rawie istniało szereg stawów spiętrzeniowych, które służyły kuźniom, były wykorzystywane jako rybniki, a także miały zapobiegać powodziom. Dawny Staw Załęski, który znajdował się w południowo-wschodniej części Dębu, powstał jeszcze pod koniec XV wieku.
Dąb położony jest w obrębie śląsko-krakowskiego regionu hydrogeologicznego. Utwory wodonośne występują tu we wszystkich warstwach stratygraficznych, lecz ich znaczenie jest uzależnione od czynników geologicznych, hydrogeologicznych oraz wpływu człowieka. Większe kompleksy występują w dolinie Rawy i Kłodnicy. Dzielnica znajduje się w obrębie Głównego Zbiornika Wód Podziemnych nr 329 Bytom, mającego charakter krasowo-szczelinowy, lecz nie posiada on na terenie Dębu zasobów użytkowych.

### Przyroda i ochrona środowiska

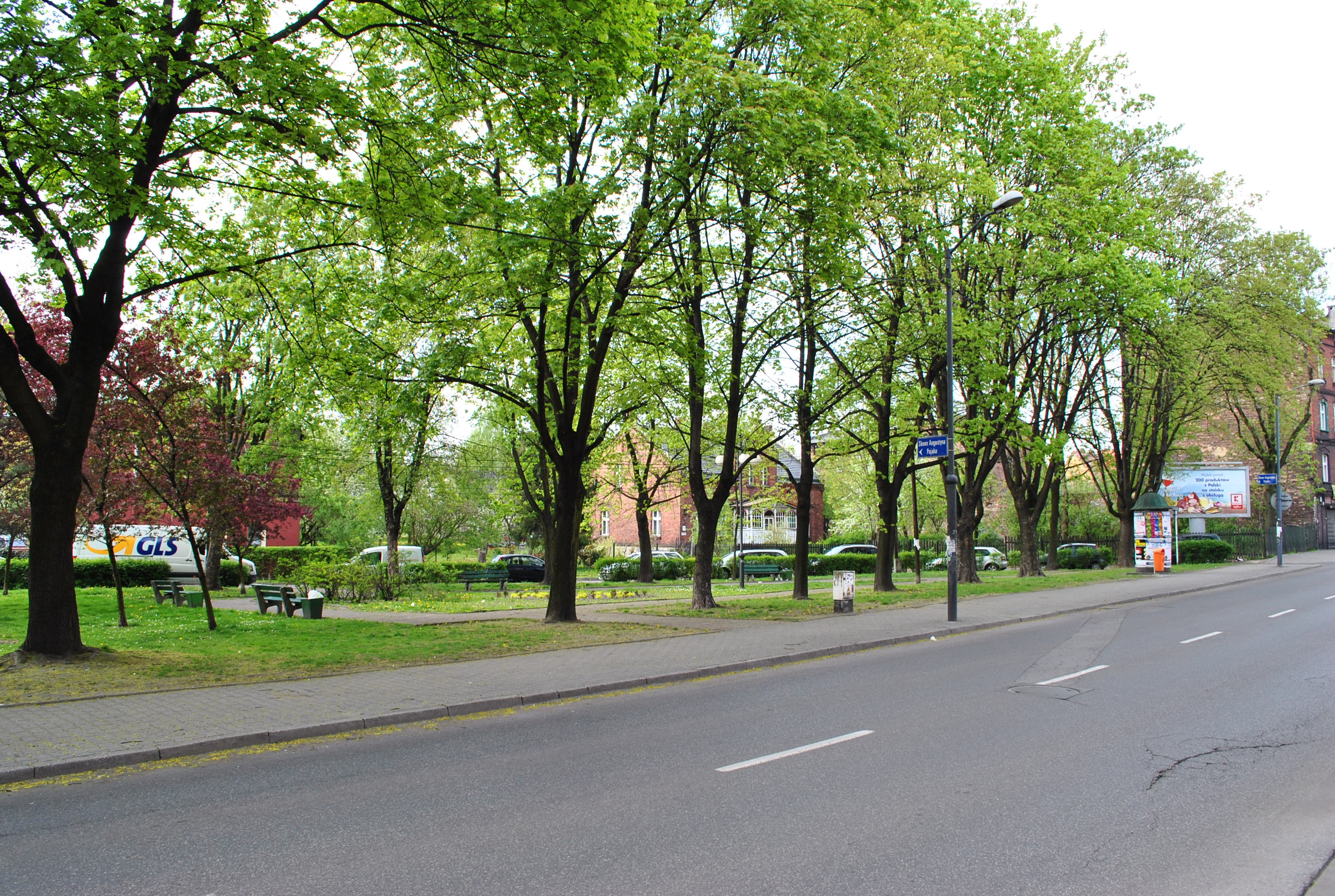
Skwer Augustyna Pająka widziany od strony ulicy Dębowej (2015)

W okresie przedindustrialnym w rejonie Dębu rozciągały się rozległe kompleksy leśne, zwłaszcza na północ i zachód od Dębu. Dominował tu drzewostan świerkowy, ale także występowały tu drzewa liściaste. Lasy te zamieszkiwały różne gatunki zwierząt, zwłaszcza sarny, jelenie, lisy i dziki. Pod względem roślinności potencjalnej, obszar Dębu w wyższych partiach porastałyby grądy subkontynentalne lipowo-dębowo-grabowe, natomiast w dolinie Rawy niżowe łęgi olszowe i jesionowo-olszowe siedlisk wodnogruntowych. W późniejszych latach na skutek industrializacji i urbanizacji dzielnicy udział terenów zielonych zmalał, lecz wciąż pozostaje dosyć duży. W zachodniej części Dąb graniczy z rozległym kompleksem parkowym – parkiem Śląskim. W mieszkalnej części Dębu żyją gatunki synantropijne zwierząt, takie jak gołąb skalny, wróbel zwyczajny, sierpówka, jerzyk zwyczajny, kawka zwyczajna, sroka zwyczajna i kos. Duży wpływ na skład gatunkowy roślin miała działalność człowieka, przez co występuje tu roślinność synantropijna oraz ruderalna.
W Dębie nie ma żadnych powierzchniowych form ochrony przyrody i pomników przyrody. Występują tu natomiast następujące obszary zieleni urządzonej i skwery:
- Skwer porucznika Henryka Kalemby (skrzyżowanie ulic Chorzowskiej i Dębowej)[19],
- Skwer księdza Franciszka Macherskiego (ulica Dębowa)[20],
- Skwer Augustyna Pająka (skrzyżowanie ulic Wiejskiej i Dębowej)[21].

## Historia

### Początki i okres do XVIII wieku
Pierwsza wzmianka o Dębie pojawia się w dokumencie z 19 marca 1299 roku wystawionym przez księcia Kazimierza bytomskiego przekazującego wieś Chorzów i Krasny Dąb (Chorzow et Crasni Damb) klasztorowi bożogrobców w Miechowie jako fundację na utrzymanie klasztoru oraz szpitala św. Ducha w Bytomiu. Wcześniejsze istnienie Dębu mógłby sugerować dokument papieża Innocentego II z 1136 roku zatwierdzający sądownictwo arcybiskupa gnieźnieńskiego nad Chorzowem i okolicznymi włościami, a także dokument Władysława opolskiego z 1257 roku mówiący m.in. o odbudowaniu zniszczonego najazdem Tatarów Chorzowa i Białobrzezia przez zakon Bożogrobców. Białobrzezie to prawdopodobnie pierwotna nazwa Dębu.
Dąb opisuje również Jan Długosz w Liber beneficiorum dioecesis Cracoviensis wydanym w 1480 roku. Według Długosza, książę Kazimierz bytomski w 1299 roku darował wieś Dąb klasztorowi bożogrobców jako dotację do szpitala św. Ducha w Bytomiu. Biskup krakowski Jan Muskata zaakceptował to postanowienie księcia Kazimierza i wymieniał w swoich dokumentach miejscowość już jako Dąb.
Od XIII aż do XIX wieku Dąb wraz z Chorzowem był własnością zakonu bożogrobców w Miechowie. W imieniu klasztoru obu wsiami zarządzał proboszcz parafii św. Marii Magdaleny w Chorzowie. Po kasacie zakonu bożogrobców i reformie administracyjnej w państwie pruskim w 1810 roku, Dąb stał się samodzielną gminą.

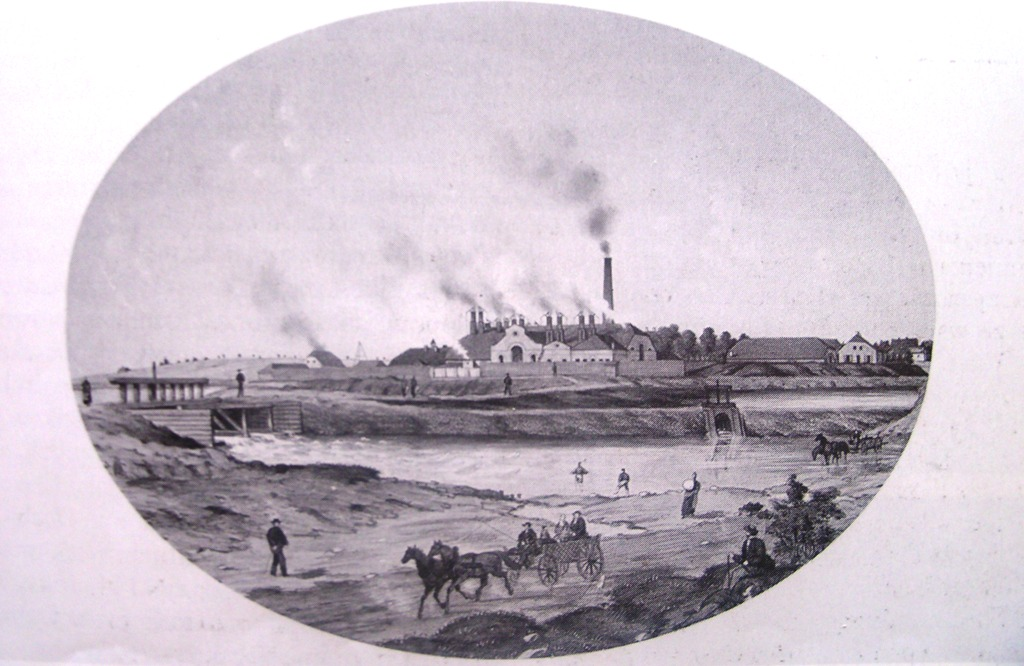
Pudlingarnia Johna Baildona na litografii z połowy XIX wieku (późniejsza huta „Baildon”)

Ludność w Dębie była wyznania rzymskokatolickiego, najbliższe kościoły zaś znajdowały się w Bogucicach, Michałkowicach i Chorzowie, stąd też wraz ze wzrostem liczby ludności zaistniała potrzeba budowy własnej świątyni. Budowę pierwszego kościoła w Dębie rozpoczęto w 1873 roku. Pierwszy, drewniany kościół został poświęcony 28 lutego 1875 roku przez ks. Leopolda Markiefkę z Bogucic. Znaczny wzrost ludności, a także powstanie kościoła spowodowało odłączenie Dębu od parafii chorzowskiej i utworzenie parafii św. Jana i Pawła Męczenników. Nastąpiło to 11 sierpnia 1894 roku, w skład parafii weszła również wieś Józefowiec. Budowę obecnego kościoła według planu architekta Ludwiga Schneidera rozpoczęto w 1901 roku. Biskup wrocławski kard. Georg Kopp konsekrował kościół 15 października 1902 roku.
W początkowym okresie istnienia wsi dominowała gospodarka rolna. Od czasów średniowiecza dominowała uprawa żyta i owsa, a od XVIII wieku uprawiono również jęczmień, groch, tatarkę i proso. Uprawę ziemniaków na terenie Dębu rozpowszechniono w XIX wieku. Dzięki zasobom gliny i piasku czynne tu też były piaskownie i doły cegielniane. W Dębie znajdował się prawdopodobnie pierwszy ośrodek górnictwa kruszcowego i węglowego na terenie dzisiejszych Katowic. Wydobywano tu również rudę żelaza, którą przetwarzano w Kuźnicy Boguckiej. Niezbyt zasobne złoża wyczerpały się już w drugiej połowie XVI wieku. Prawie dwieście lat później zaczęto kopać w Dębie szyby, tym razem przeznaczone do wydobywania węgla kamiennego. W 1787 roku powstała kopalnia „Fürstin Hedwig”, której własność nadano proboszczowi parafii chorzowskiej – Ludwikowi Bojarskiemu, w 1790 roku zaniechano wydobywania, ale już w 1805 roku powstała nowa kopalnia „Neue Hedwig”, która wydobywała lepszy węgiel trzynastoma szybami o głębokości od 10 do 30 m. Ta kopalnia również była własnością parafii chorzowskiej.

### XIX i początek XX wieku
W pierwszej połowie XIX wieku na obszarze Dębu rozwinęło się również hutnictwo. Powstała huta cynku „Friden” oraz w 1823 roku huta żelaza – pudlingarnia Johna Baildona. Rozwój hutnictwa spowodował wzrost zapotrzebowania na węgiel. W 1838 roku powstała w Dębie nowa kopalnia „Waterloo”, której właścicielami byli John Baildon i klasztor bożogrobców w Miechowicach. W 1826 roku na terenie dąbskiego dominium klasztornego powstały dwie kolonie – Józefowiec i Bederowiec, założone przez proboszcza parafii chorzowskiej ks. Józefa Bedera. Dąb jako własność klasztorna został w 1840 roku przejęty przez państwo pruskie (w ramach reformy administracyjnej), a 5 lat później przekazany (wieś, kopalnie „Fürstin Hedwig”, „Neue Hedwig” i połowa kopalni „Waterloo”) Szpitalowi Św. Ducha w Bytomiu, który był współwłaścicielem wsi od 1299 roku.

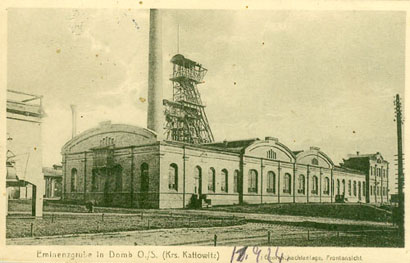
Kopalnia „Eminencja” w 1915 roku

Udziały Johna Baildona po jego śmierci przeszły w obce ręce – ostatecznie kopalnia „Waterloo” stała się własnością Fritza von Friedlaender-Fuld, a pudlingarnia stała się własnością koncernu „Obereisen” (1887 rok).
Począwszy od drugiej połowy XIX wieku, Dąb przekształcał się ze wsi w osadę przemysłową. W latach czterdziestych XIX wieku Dąb posiadał 52 domy, folwark, szkołę, dwa młyny i dwie karczmy. Działała tu huta cynku „Agnes”, huta żelaza „Baildon” oraz kopalnie węgla kamiennego: „Arthur” i „Waterloo”. W 1907 roku rozpoczęła produkcję kopalnia „Eminencja” („Eminenz”) będąca własnością Szpitala Św. Ducha, parafii w Chorzowie oraz huty „Baildon”.
W 1828 roku powstała w Dębie pierwsza szkoła – w wynajętej chałupie. Własny budynek szkoła otrzymała dopiero trzydzieści lat później. Do 1847 roku uczono tu wyłącznie w języku polskim, a do 1872 roku język polski był językiem wykładowym. W końcu XIX wieku Dąb był ważnym ośrodkiem polskiego życia kulturalnego. Działały tu: Związek Chrześcijańskich Robotników (lata 1882–1885), który wystawiał wiele inscenizacji teatralnych, Towarzystwo św. Alojzego (od 1892 roku), które także organizowało przedstawienia teatralne, chór Echo (od 1896 roku), Towarzystwo Katolickich Robotników i młodzieżowe Kółko Towarzyskie, a w latach osiemdziesiątych XIX wieku rozwinęła w Dębie działalność Czytelnia Polska.

### Lata międzywojenne
Po kapitulacji Niemiec i zakończeniu I wojny światowej w 1918 roku powstała niepodległa Polska, a z nią odżyła sprawa losów Górnego Śląska. W czasie trzech powstań śląskich mieszkańcy Dębu aktywnie w nich uczestniczyli. Podczas plebiscytu na Górnym Śląsku, w 20 marca 1921 roku 54% uprawnionych mieszkańców gminy Dąb opowiedziało się za przyłączeniem do Polski. W III powstaniu śląskim, skoncentrowane właśnie w Dębie oddziały powstańcze uderzyły 3 maja 1921 roku na Katowice. Wraz z częścią Górnego Śląska znalazł się on w granicach odrodzonej Polski. 20 czerwca 1922 roku nastąpiło uroczyste przejęcie gminy Dąb przez władze polskie. Do października 1924 roku Dąb był gminą wiejską wraz ze wsiami Józefowiec i Bederowiec oraz koloniami Agnieszka i Sośnina. Po przyłączeniu Dębu do Katowic – 15 października 1924 roku wyłączony Józefowiec znalazł się w granicach gminy Wełnowiec. Po 1918 roku życie społeczne i kulturalne w Dębie bardzo się ożywiło – rozpoczęło działalność Towarzystwo Polek i Towarzystwo Oświaty im. św. Jacka oraz oddział Towarzystwa Gimnastycznego „Sokół” i klub sportowy Dąb Katowice.

### II wojna światowa
W przededniu wybuchu II wojny światowej, w sierpniu 1939 roku na terenie Dębu organizowano oddział samoobrony powstańczej, którego współorganizatorem był m.in. funkcjonariusz Policji Województwa Śląskiego Jan Górski. W dniach 15-16 sierpnia współprowadził on akcją rozbicia oddziału niemieckich konspiratorów.

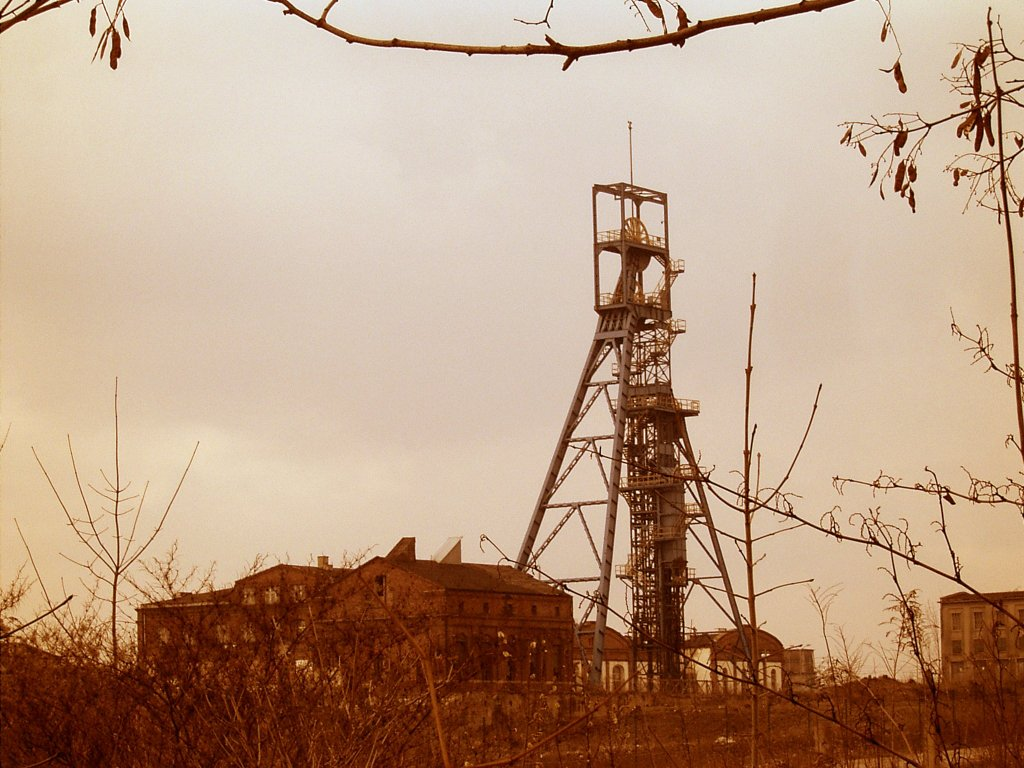
Zabudowania d. KWK „Gottwald” przed wybudowaniem w 2005 roku galerii handlowej Silesia City Center

W dniu 2 września 1939 roku wojska niemieckie wkroczyły do Dębu. Dzień później doszło większych starć z Niemcami przy trasie Katowice – Chorzów, gdzie patrol porucznika Franciszka Kruczka walczył z oddziałem Freikorpsu pod dowództwem Ewalda Wutzena. Ostatnie walki na terenie Katowic trwały do 7 września 1939 roku. Niemcy po zajęciu Dębu przystąpili do czystek etnicznych – w kopalni „Eminencja” zwolniono wszystkich dawnych powstańców śląskich, a w hucie „Baildon” rozstrzelano grupę powstańców. W obozach zagłady zginęło wielu mieszkańców Dębu i z nim związanych, w tym: ks. Karol Żmij, ks. Józef Kania, ks. Franciszek Macherski, Jan Oleś i Józef Walus. W latach 1941–1945 na terenie Huty Baildon funkcjonowało kilka obozów pracy. Na początku 1945 roku rozpoczęła się ofensywa Armii Czerwonej w rejonie Dębu. W styczniu tegoż roku trwały naloty radzieckich bombowców, które uszkodziły kilka budynków.

### Lata powojenne
Po II wojnie światowej wznowiono prace w największych zakładach przemysłowych w dzielnicy. W hucie „Baildon” produkcję wznowiono 1 lutego 1945 roku. W ciągu najbliższych lat hutę zmodernizowano, zwłaszcza w latach 50. i 60. XX wieku. Wydobycie w kopalni „Eminencja” wznowiono również 1 lutego 1945 roku, w marcu 1953 roku kopalni nadano imię po zmarłym prezydencie Czechosłowacji – Klemencie Gottwaldzie. W międzyczasie do kopalni przyłączono pole wydobywcze „Katowice”. Dnia 1 stycznia 1974 roku tę kopalnię przyłączono do kopalni „Kleofas” w Załężu. W 1955 roku przy ulicy Krzyżowej kopalnia „Gottwald” uruchomiła przedszkole i dom kultury, a w 1961 roku basen przy ulicy Dębowej. W 1981 roku otwarto przychodnię na rogu ulic Żelaznej i Chorzowskiej.
Od lat 90. XX wieku rozpoczęto stopniową likwidację wydobycia w kopalni „Kleofas”, które trwało do 1994 roku. Na terenie zlikwidowanej kopalni 18 listopada 2005 roku otwarto do użytku nowe centrum handlowe – Silesia City Center, a 22 lutego 2007 roku rozpoczęto budowę osiedla Dębowe Tarasy, która trwała do marca 2022 roku.

## Demografia
Liczba ludności na terenie Dębu z biegiem czasu ulegała dużym zmianom. Jedne z pierwszych danych dotyczących ludności Dębu pochodzą z 1598 roku, kiedy to ówczesną wieś zamieszkiwało 10 kmieci, zagrodnik i 2 sołtysów. W 1660 roku w Dębie mieszkało 11 gospodarzy, 9 zagrodników, młynarz i karczmarz. W 1763 roku mieszkało już 10 chałupników z polem, 10 chłopów, 6 zagrodników i sołtys. Dokładniejsze dane dotyczące liczby ludności pochodzą od XVIII wieku – w 1780 roku w Dębie mieszkało 152, a w 1825 roku 423 osoby. Gwałtowny wzrost liczby mieszkańców Dębu nastąpił na przełomie XIX i XX wieku, a wraz z tym na przestrzeni jednego zaledwie wieku wieś przekształciła się w duży ośrodek przemysłowy. Związane to było z dynamicznie rozwijającymi się na tym terenie zakładami przemysłowymi, zwłaszcza z uruchomieniem wydobycia w kopalni „Eminencja”.
W Dębie w 1988 roku mieszkało łącznie 10 423 osób. Wtedy to w strukturze ludności dominowały osoby w wieku 45–59 lat. W późniejszym okresie notuje spadek liczby ludności – w 1997 roku dzielnica liczyła około 9800 mieszkańców, a gęstość zaludnienia wynosiła 5 160 osób/km². W 2007 dzielnicę zamieszkiwało 7 694 osób, a gęstość zaludnienia wynosiła 4 141 osób/km², tj. ponad dwukrotnie większa od gęstości zaludnienia całych Katowic, która wynosiła w 2007 roku 1 916 osób/km². Okres ten charakteryzował się dominacją liczby osób w wieku 60 lat i więcej oraz niewielkim udziałem osób w wieku przedprodukcyjnym. Od tego czasu (do stanu na 2015 rok) nastąpił tylko pojedynczy okres wzrostu liczny mieszkańców Dębu – w 2009 roku mieszało w Dębie 7 730 osób, a w 2010 roku było ich 7 930. Od tego czasu notowano dalszy spadek liczby osób zamieszkujących obszar dzielnicy.
Szczegółowe dane dotyczące liczby ludności w poszczególnych latach w Dębie przedstawia poniższy wykres:
Źródła danych: 1780 (wg innego źródła w 1783 roku mieszkało w Dębie 250 osób); 1825; 1845; 1862; 1867; 1871(wg innego źródła 1776 osób); 1873; 1880; 1885; 1891; 1900; 1938, 1988; 1997; 2005; 2010; 2015; 2019.

## Polityka i administracja
Dąb został włączony do Katowic w 1924 roku, wraz z Bogucicami, Brynowem, Ligotą, Załężem i Zawodziem. Obszar gminy wynosił wówczas 4,06 km². Dąb w latach międzywojennych przydzielono do dzielnicy III Załęże-Dąb, natomiast 7 października 1954 roku obszar Dębu przydzielono do dzielnicy Załęże-Śródmieście. 
W dniu 1 stycznia 1992 roku w Katowicach utworzono 22 pomocnicze jednostki samorządowe, wśród nich również opisywaną tu dzielnicę. Uchwała Rady Miejskiej Katowic z 29 września 1997 roku pozostawia dotychczasową strukturę jednostek pomocniczych. Wg statutu z 29 kwietnia 2015 roku, organem stanowiącym Dębu jest 15 osobowa Rada, a organem wykonawczym jest Zarząd.
W wyborach do rady miasta Dąb należy do okręgu nr 4 (Osiedle Tysiąclecia, Dąb, Załęże, Osiedle Witosa, Załęska Hałda-Brynów). W latach 2010–2014 okręg ten miał 6 przedstawicieli w Radzie Miasta.

## Gospodarka
W Dębie po 1989 roku zaszły istotne zmiany gospodarcze. Do najważniejszych zmian należą likwidacje dwóch ważnych zakładów przemysłowych: huty „Baildon” i kopalni „Gottwald” („Kleofas”). W kopalni wydobycie węgla kamiennego trwało do 1994 roku. Huta „Baildon” w połowie 2001 roku ogłosiła upadłość, co doprowadziło do restrukturyzacji terenów po dawnej hucie. Na jej terenie rozpoczęły działalność przedsiębiorstwa powiązane z przemysłem metalurgicznym, a także powstały nowe zakłady, również handlowo-usługowe. Uchwalony 27 lipca 2016 roku miejscowy plan zagospodarowania przestrzennego, obejmujący centralną część Załęża oraz tereny dawnej huty „Baildon” umożliwia lokalizację działalności pozaprzemysłowych.
Na terenach dawnej huty „Baildon” znajdują się następujące zakłady przemysłowe z przemysłu metalurgicznego: producent linii, maszyn i oprzyrządowania do ciągnienia drutu spawalniczego ITALMEC, producent urządzeń i materiałów do spawania i cięcia ESAB oraz producent stali stopowej i stop niklu BGH. Ponadto powstało tam kilka kompleksów biurowych i przemysłowo-technologicznych, w tym Centrum Biurowe „Chorzowska 108”, Park Przemysłowo-Technologiczny Revita Park (kompleks zrewitalizowanych budynków, przystosowanych do funkcji biurowo-usługowej, szkoleniowo-konferencyjnej, logistyczno-produkcyjnej oraz naukowo-badawczej), Silesia Business Park (zespół czterech budynków biurowych, powstałych w latach 2013–2018, zaprojektowanych przez architektów z pracowni Medusa Group – Przemo Łukasika i Łukasza Zagałę), a także szereg mniejszych przedsiębiorstw. Na rogu ulic Chorzowskiej i F.W. Grundmanna, w miejscu dawnej hali Baildon, znajduje się również kompleks biurowy Face2Face Business Campus, składający się z dwóch budynków (w tym 14-kondygnacyjnego wysokościowca) o całkowitej powierzchni około 46 tys. m², którego budowa trwała od maja 2018 roku. Za kompleksem Silesia Business Park znajduje się market budowlany Leroy Merlin. Został on otwarty 13 czerwca 2019 roku.
| - Hale przemysłowe firmy ESAB na terenie dawnej huty „Baildon” - Biurowce Silesia Business Park - Sklep budowlany Leroy Merlin - Face2Face Business Campus |

Tereny dawnej kopalni „Gottwald” wraz z okolicznymi działkami wzdłuż północnej części ulicy Chorzowskiej to również obszar, który przeszedł rewitalizację. Są to także tereny koncentracji działalności handlowo-usługowej. Bezpośrednio na terenach po kopalni powstał jedna z największych galerii handlowej w Górnośląsko-Zagłębiowskiej Metropolii – Silesia City Center. Jej otwarcie nastąpiło w listopadzie 2005 roku. Galeria została rozbudowana w latach 2010–2011. Mieści ona ponad 300 sklepów na powierzchni 86 tys. m². Na wschód od niej, przy ulicy ks. P. Ściegiennego 3 powstał ukończony w 2010 roku budynek biurowo-konferencyjny Katowice Business Point o powierzchni biurowej wynoszącej 16,2 tys. m². W budynku swoją siedzibę ma m.in. spółka Tauron Polska Energia. Na zachód od galerii, przy ulicy Węglowej 9 ulokowano biurowiec Carbon Office (budowany od 2019 do grudnia 2020 roku; 8,45 tys. m² powierzchni biurowej).
| - Galeria handlowa Silesia City Center - Biurowiec Katowice Business Point - Biurowiec Carbon Office (2021) |

W Dębie wykształciły się dwa ośrodki usługowo-handlowe o zasięgu lokalnym. Pierwszy to ulica Dębowa na odcinku od ulicy Chorzowskiej do ulicy Sportowej. Na tym obszarze usługi zlokalizowane są przy głównej ulicy, która ma wiejski rodowód. Drugi to obszar na pograniczu Dębu i Wełnowca-Józefowca w rejonie skrzyżowania ulic: Szczecińskiej, Krzyżowej, T. Kotlarza i ks. P. Ściegiennego oraz skrzyżowania ulic: Agnieszki, Krzyżowej, Dębowej i Bukowej. Największym obiektem handlowym w Dębie jest Silesia City Center, a ponadto Dębie zlokalizowanych jest kilka sklepów dyskontowych i samoobsługowych. Są to m.in.: Aldi i Społem. Znajduje się tu też, położone przy ulicy Agnieszki, targowisko miejskie, zarządzane przez Zakład Targowisk Miejskich w Katowicach.

## Transport

### Transport drogowy

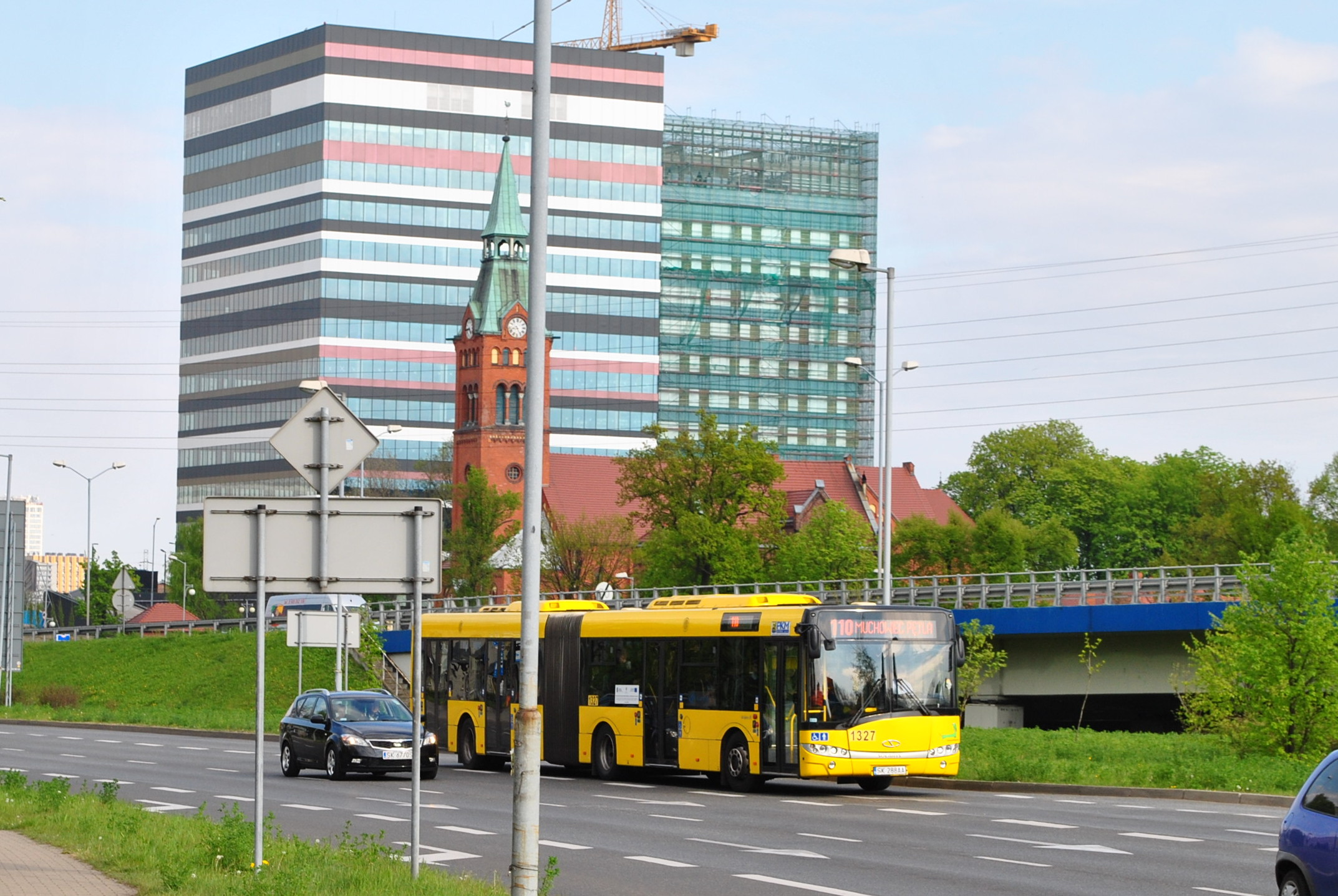
Autobus Solaris Urbino spółki PKM Katowice, kursujący na zlecenie ZTM na ulicy Chorzowskiej; w tle budynki Silesia Business Park oraz kościół pw. św. Jana i Pawła (2015)

Do głównych ciągów komunikacyjnych Dębu należą drogi wykształcone wraz z rozwojem urbanistycznym dzielnicy zwłaszcza ulica Dębowa, przy której zlokalizowana jest najstarsza zabudowa dzielnicy. Do pozostałych głównych wewnętrznych ciągów komunikacyjnych Dębu należą ulice: Agnieszki, J. Baildona, Bracka, Krzyżowa, ks. P. Ściegiennego i Złota.
Dąb jest bardzo dobrze skomunikowany z resztą regionu. Biegną tu dwie z ważniejszych dróg drogi Górnośląsko-Zagłębiowskiej Metropolii – droga wojewódzka nr 902 (Drogowa Trasa Średnicowa; na obszarze Dębu Estakada Orląt Lwowskich) i droga krajowa nr 79 (ulica Chorzowska). Drogi te są połączone z ulicą Bracką i ulicą F. Bocheńskiego i dalej na południe przez Załęże z autostradą A4 w duży węzeł drogowy. W powiązaniach wewnątrzmiejskich Dąb ma bardzo dobre połączenia ze Śródmieściem (wzdłuż ulicy Chorzowskiej i Drogowej Trasy Średnicowej), a także z ościennymi dzielnicami oraz wzdłuż głównych dróg m.in. z Bogucicami, Koszutką, Giszowcem i Szopienicami-Burowcem.

### Publiczny transport zbiorowy

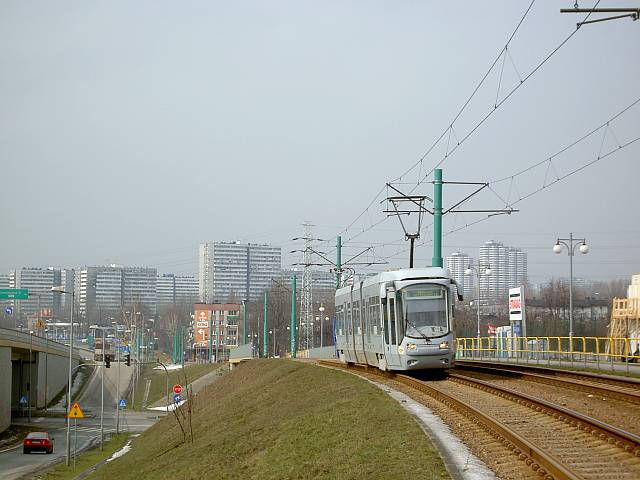
Tramwaj Alstom Citadis 100 w rejonie przystanku przy Silesia City Center (2005)

Publiczny transport zbiorowy na obszarze Dębu funkcjonuje w formie autobusów i tramwajów, obsługiwanych na zlecenie Zarządu Transportu Metropolitalnego. Brak jest natomiast sieci kolejowej. Na terenie dzielnicy według stanu z sierpnia 2020 roku znajduje się 7 przystanków, z czego 3 to przystanki tramwajowo-autobusowe, a 4 to przystanki autobusowe. Linie autobusowe kursują na głównych trasach dzielnicy, natomiast linia tramwajowa biegnie równolegle do ulicy Chorzowskiej, na wydzielonym torowisku. Główne ciągi transportu zbiorowego w Dębie to:
- Ulica Chorzowska; na wysokości przystanku Dąb Kościół kursuje 13 linii autobusowych (6, 7, 7N, 23, 109, 110, 673, 674, 820, 830, 830N, 840, 840N) oraz 6 linii tramwajowych (0, 6, 11, 19, 23 i 33); ciąg ten ma charakter głównie międzymiastowy, skąd główne kierunki połączeń to Śródmieście Katowic, Chorzów, Bytom, Tarnowskie Góry i Gliwice[87],
- Ciąg ulic: Agnieszki – Krzyżowa – ks. P. Ściegiennego; na wysokości przystanku Dąb Krzyżowa kursują 4 linie autobusowe ZTM (linie: 0, 50, 110, 193); głównie linie wewnątrzmiejskie i do Siemianowic Śląskich[87].

Początki sieci tramwajowej na terenie dzielnicy sięgają końca XIX wieku. Wtedy to o koncesję na budowę wąskotorowej linii tramwaju parowego na trasie Królewska Huta – Dąb – Katowice – Wełnowiec – Huta Laura wystąpiła berlińska spółka Kramer & Co., którą uzyskała 23 marca 1896 roku. W tym samym roku wybudowano odcinek Katowice (na wysokości obecnego ronda Jerzego Ziętka) – Wełnowiec – Huta Laura, natomiast dwa lata później rozpoczęto budowę linii tramwajowej Katowice (Rynek) – Dąb – Królewska Huta, którą ukończono w sierpniu, a uruchomiono 25 listopada 1898 roku. Trasa na terenie Dębu aż do 1940 roku pozostała wąskotorowa. Wówczas to na odcinku Katowice Rynek – Dąb – Chorzów Rynek oddano do użytku trasę normalnotorową.

### Infrastruktura rowerowa

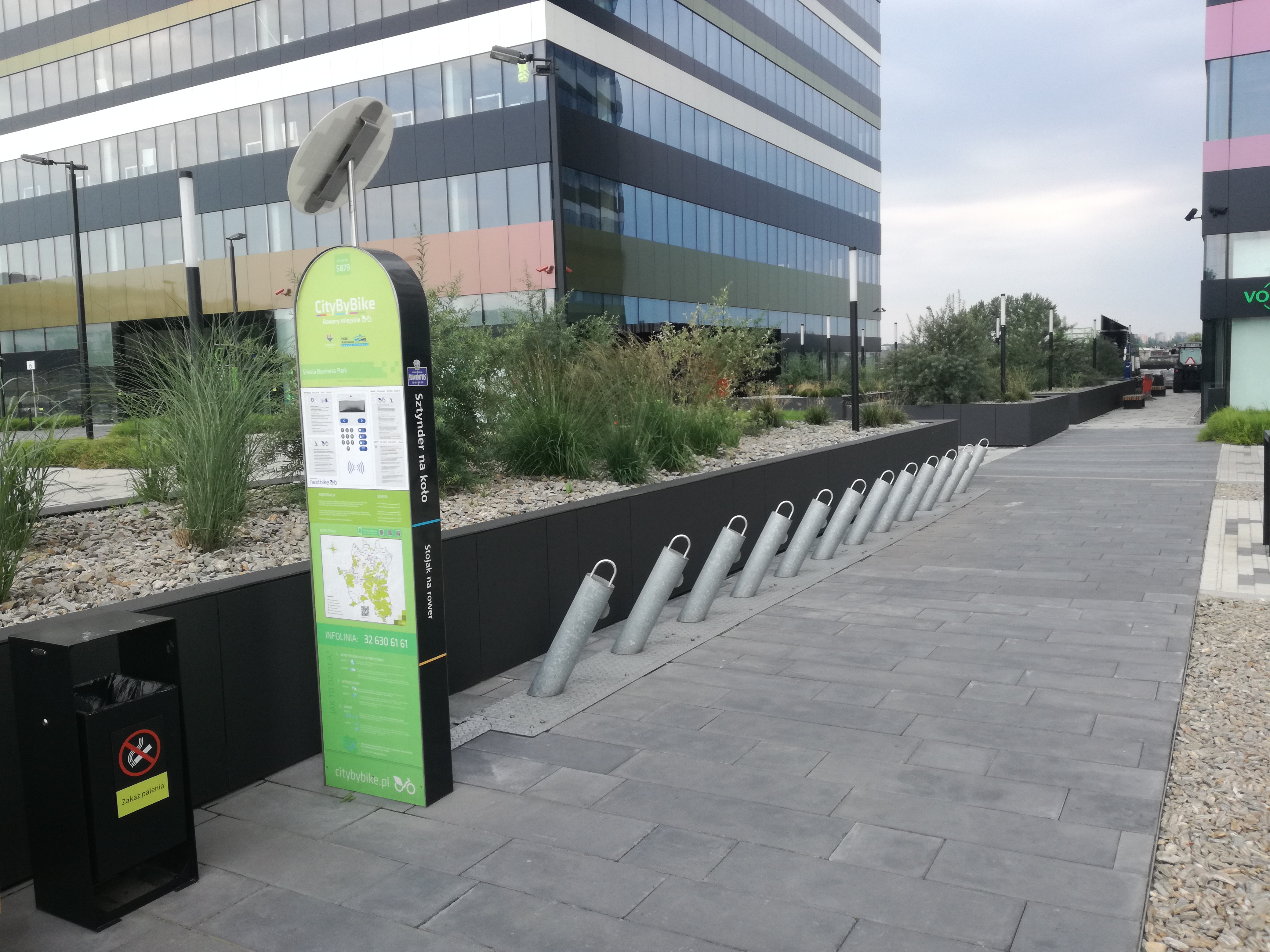
Stacja City by bike nr 5879 Silesia Business Park (2018)

W Dębie występuje sieć ścieżek rowerowych, które znajdują się w następujących ciągach ulic:
- Północna część ulicy Chorzowskiej; na odcinku od ulicy J.N. Stęślickiego do skrzyżowania z ulicą Bracką; przy Silesia City Center znajduje się bezpłatny niestrzeżony parking rowerowy[91],
- Ulica Bracka (wschodnia strona),
- Ulica Bożogrobców (zachodnia i południowa strona).

Według docelowej sieci ścieżek rowerowych opublikowanej przez Urząd Miasta Katowice przewiduje się rozbudowę sieci o odcinek wzdłuż ulicy Żelaznej w kierunku Załęża. Wszystkie trasy rowerowe w Dębie mają mieć funkcję transportową.
W Dębie funkcjonuje również miejska sieć wypożyczalni rowerów miejskich – Metrorower, który zastąpił system City by bike. Dwie pierwsze stacje zostały oddane do użytku w 2019 roku w ramach projektów do budżetu obywatelskiego. Łączny koszt ich uruchomienia wyniósł 105 tys. zł. Według stanu z marca 2024 roku funkcjonują tu następujące stacje: 27071 (ul. ks. P. Ściegiennego), 27312 (ul. Dębowa), 27314 (ul. Żelazna) i 27706 (ul. Chorzowska).

## Infrastruktura techniczna
Na terenie dzielnicy nie ma ujęć wody pitnej – Dąb, jaki całe Katowice korzystają z ujęć powierzchniowych ze zbiorników: Goczałkowickiego na Wiśle, Czanieckiego na Sole i ujęć wody w Dziećkowicach, Maczkach i Kozłowej Górze. Woda ze stacji uzdatniania wody jest rozprowadzana poprzez wodociągi magistralne oraz rozdzielcze. Przez teren Dębu przechodzą sieci wodociągowe magistralne, będące pod zarządem Górnośląskiego Przedsiębiorstwa Wodociągów. Znajdują się tutaj dwa ciągi: jeden z nich biegnie ze zbiornika sieciowego w Murckach, który jest zasilany ze stacji uzdatniania wody w Dziećkowicach, Goczałkowicach i Kobiernicach. W Dębie biegnie on w kierunku północnym wzdłuż ulicy Złotej i kieruje się w kierunku Siemianowic Śląskich, do dzielnicy Bytków. Drugi wodociąg magistralny biegnie ze zbiorników wody Góra Wyzwolenia w Chorzowie równolegle do ulicy Chorzowskiej w kierunku Śródmieścia Katowic. Miejska sieć wodociągowa w Dębie jest zarządzana przez Oddział Eksploatacji Sieci Wodociągowej – Centrum spółki Katowickie Wodociągi.
Sieć kanalizacyjna jest zarządzana przez Oddział Eksploatacji Sieci Kanalizacyjnej – Centrum spółki Katowickie Wodociągi i znajduje się w zlewni Oczyszczalni Ścieków „Gigablok” (dawniej „Centrum-Gigablok”), której zlewnia kanalizacyjna leży w obszarze zlewni Rawy. Oczyszczalnię tę uruchomiono w 1983 roku i jest zlokalizowana przy ulicy Obrońców Westerplatte 130. Stan techniczny sieci kanalizacyjnej w zlewni Gigablok w 2004 roku (w tym w Dębie) pod względem kanalizacji ogólnospławnej był w głównej mierze zadowalający (49% sieci), natomiast kanalizacji sanitarnej zły (40%).
Zaopatrzenie w energię elektryczną mieszkańców Dębu odbywa się poprzez sieć wysokiego napięcia 110 kV, która ciągnie się wzdłuż ulicy Chorzowskiej oraz Grundmanna, do której podłączone są znajdujące się na terenie dzielnicy stacje elektroenergetyczne: „Baildon” (stacja przyzakładowa), „Dąb” i „Załęże”. Zarządzana jest ona przez grupę Tauron.

## Architektura i urbanistyka

### Charakterystyka

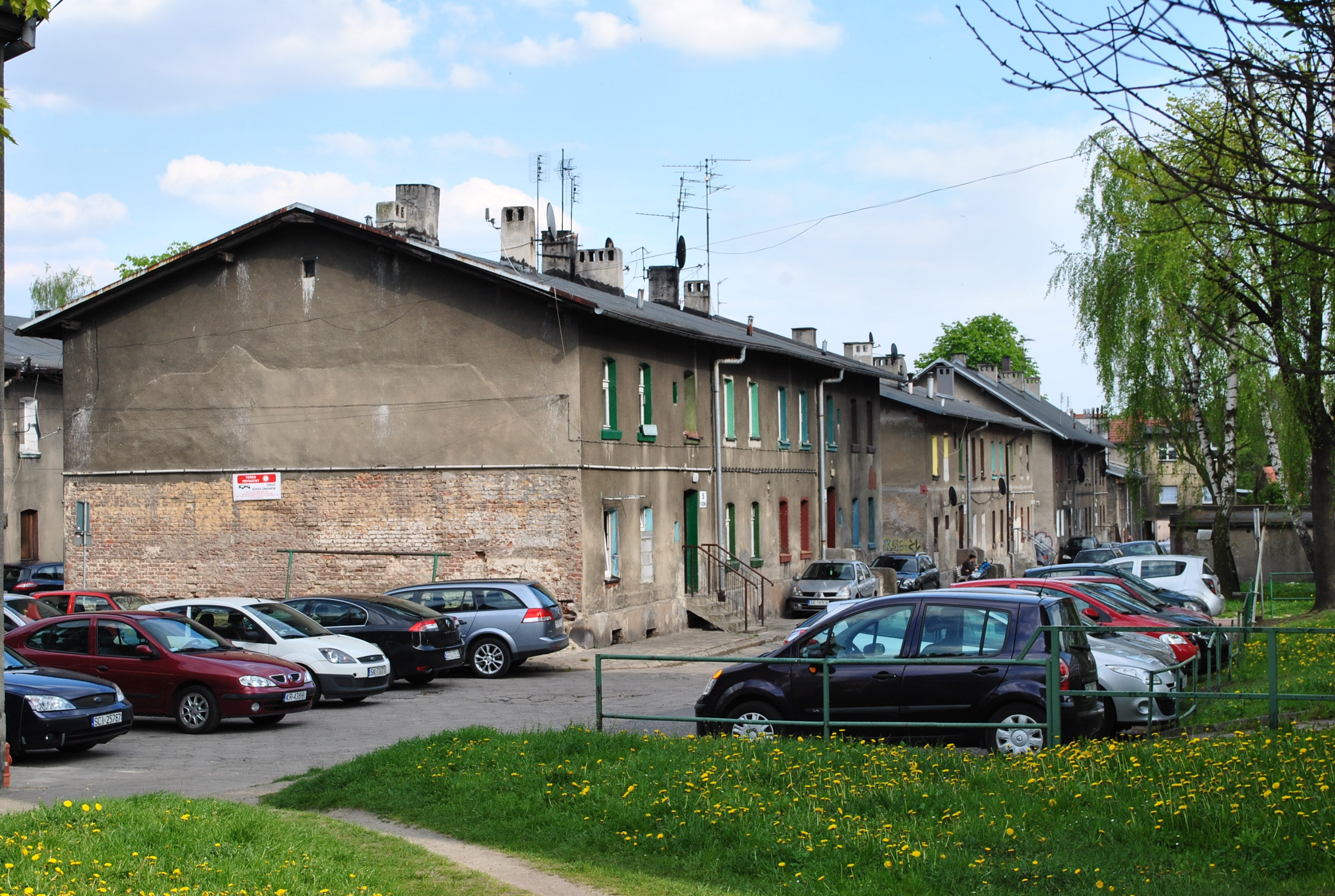
Dawna kolonia robotnicza przy ulicy Studziennej, wybudowana w latach 60. XIX wieku (2015)

Obszar Dębu charakteryzuje się dużym zróżnicowaniem architektoniczno-urbanistycznym, kształtowanym w głównej mierze od końca XIX wieku. Znaczną część obszaru dzielnicy stanowi zabudowa mieszkaniowa, powstała głównie na pod koniec XIX i w pierwszej połowie XX wieku w stylu historyzmu i modernizmu, a także w latach powojennych. Najwięcej historycznych i zabytkowych obiektów w Dębie koncentruje się wzdłuż ulic: Agnieszki, Dębowej (głównie kamienice z I połowy XX wieku), Lipowej i Złotej, a także rejonach ulic Cichej i Jasnej (osiedle Ducha). W południowej części Dębu, na terenach dawnej huty „Baildon” oraz zlikwidowanej kopalni „Gottwald”, wykształciły się obiekty o funkcjach przemysłowo-usługowych. Pomiędzy nimi znajdują się tereny komunikacyjne o dużym natężeniu ruchu, tj. ulicy Chorzowska i linia tramwajowa. Dąb posiada znaczny udział powierzchni zabudowanej w stosunku do powierzchni dzielnicy, który w 2007 roku wynosił 26%.

### Rozwój urbanistyczny

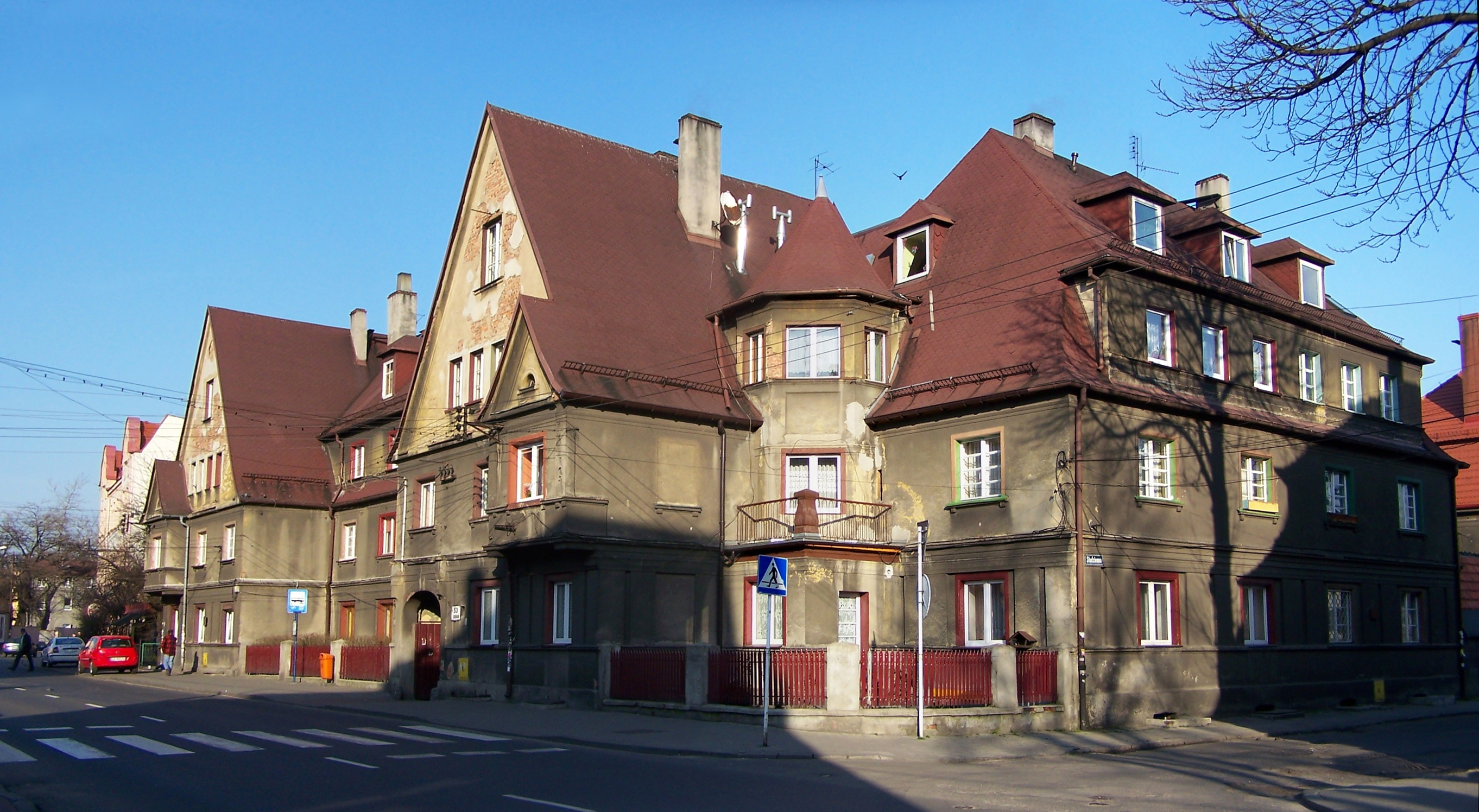
Zabudowa na rogu ulic Dębowej i Studziennej z początku XX wieku

Układ urbanistyczny Dębu kształtował się już przed lokacją wsi. Na terenie Dębu wyznaczono trakt biegnący do Krakowa, zwany „Via magma”. Od strony Załęża biegł on wzdłuż obecnej ulicy Żelaznej i dalej wzdłuż obecnej ulicy ks. P. Ściegiennego do Bytkowa. Trasa do Chorzowa biegła natomiast częściowo wzdłuż ulicy Szpitalnej. Na tej ulicy oraz przy obecnej ulicy Wiejskiej koncentrowało się najstarsze osadnictwo w Dębie. Zabudowa koncentrowała się również w rejonie obecnego skrzyżowania ulicy Brackiej i Chorzowskiej, w pobliżu dawnego folwarku. W XVII wieku układ urbanistyczny Dębu był już w zasadniczym stopniu wykształcony. Oś układu wsi stanowił bezimienny potok, który płynął wzdłuż ulic Dębowej i Agnieszki. Dzisiejsze ulice: Studzienna, Sportowa, Węglowa i Źródlana były wówczas polnymi drogami. Po zachodniej stronie Dębu, na odcinku między ulicami Lipową a Szpitalną, znajdowała się zabudowa gospodarstw. Pola uprawne ciągnęły się prostopadle do głównej drogi.

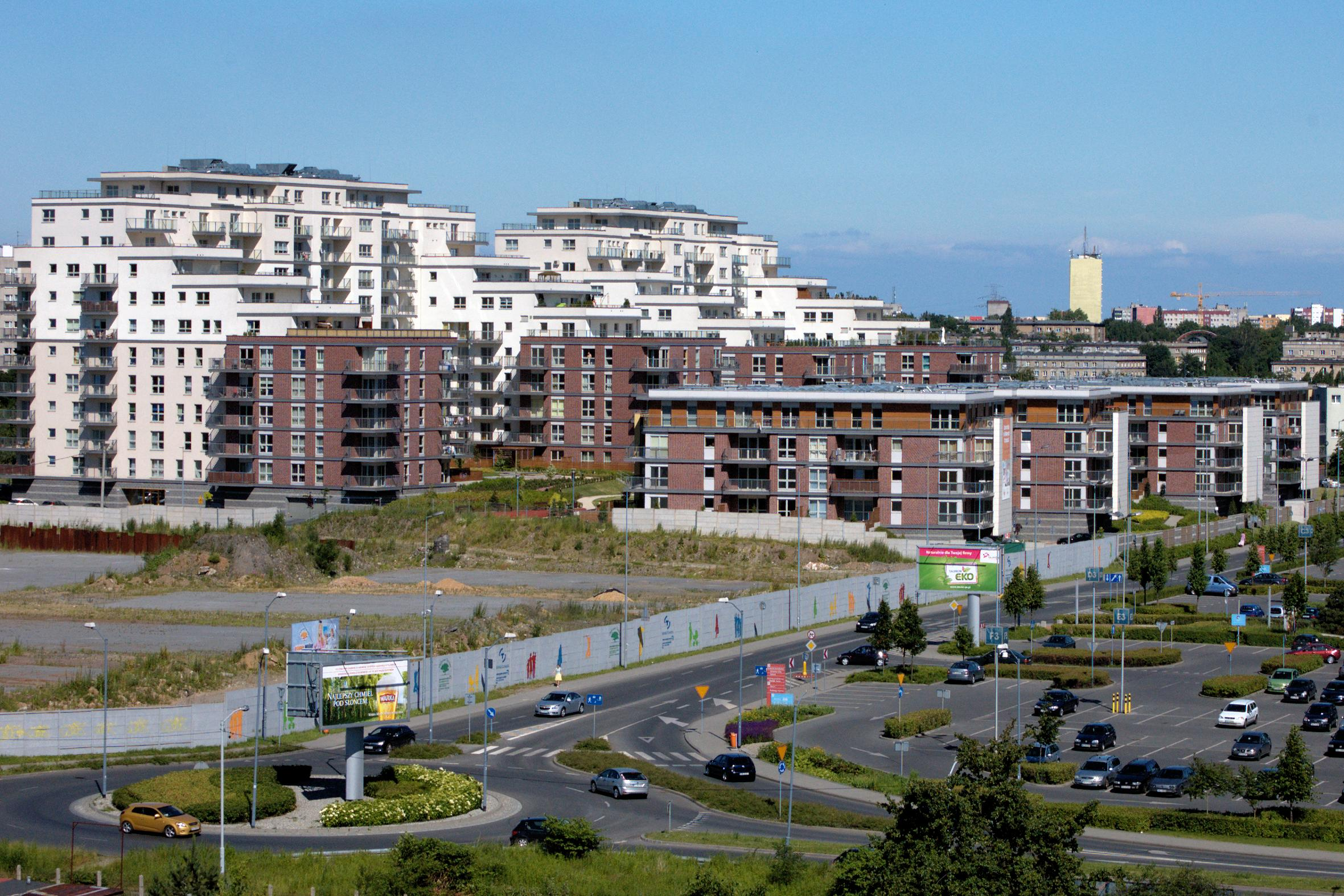
Osiedle mieszkaniowe Dębowe Tarasy, powstałe na terenach w pobliżu dawnej kopalni „Gottwald”

Na początku XIX wieku zabudowa Dębu wzdłuż ulicy Dębowej była drewniana i kryta słomą. W tym czasie wytyczono drogę Bytom – Królewska Huta – Katowice (obecna ulica Chorzowska), a w 1896 roku równolegle do niej uruchomiono linię tramwajową. Wraz z rozwojem przemysłu powstawała nowa zabudowa dla robotników. W latach 60. XIX wieku przy ulicy Studziennej powstała kolonia jednopiętrowych domów, będąca do dziś jednym z najstarszych kompleksów budynków w Dębie. W rejonie zabudowań gospodarskich powstawały nowe kamienice czynszowe. Zabudowa ta szczególnie intensywnie rozwijała się na przełomie XIX i XX wieku. W tym czasie rozbudowano również hutę „Baildon”, a także kopalnię „Eminencja” (w tym o siedzibę dyrekcji i cechownię). W 1900 roku powstał plan rozbudowy Dębu. W tym czasie wytyczono równoległe do ulicy Dębowej ulice Bukową i Złotą. Nowa zabudowa dalej koncentrowała się wzdłuż ulicy Dębowej. W latach 1901–1904 powstały familoki przy ulicy Lipowej. Powstały również familoki przy ulicy Krzyżowej, a także kolonia Agnieszki (obecnie na terenie Wełnowca-Józefowca).
W latach międzywojennych wybudowano stosunkowo niewiele budynków w porównaniu do okresu przedwojennego, w tym w latach 20. XX wieku przy ulicy Dębowej 6-8 i przy obecnej ulicy Bukowej. Wybrukowano główne ulice w dzielnicy: Chorzowską, Dębową, Agnieszki, Żelazna i Lipową. W latach 30. XX wieku rozpoczęto budowę osiedla willowego św. Ducha przy ulicach Błękitnej i Widok.
W latach powojennych w intensywnym stopniu wzmożony został proces zabudowy Dębu. W okresie PRL-u, w latach 1958–1961, powstało osiedle domów jednorodzinnych w rejonie ulic Brzoskwiniowej i Morelowej. Od lat 50. i 60. XX wieku kontynuowano budowę osiedla Ducha w rejonie ulic Widok, ks. P. Ściegiennego i Błękitnej. Znaczną większość budynków ukończono do lat 70. XX wieku. Rozbudowano również zachodnie i północno-wschodnie rejony dzielnicy – w latach 1960–1975 powstało osiedle przy ulicy Akacjowej oraz ulic Gruszowej i Jabłoniowej. Również w podobnym okresie wybudowano bloki przy ulicach Sportowej i Złotej.

## Oświata

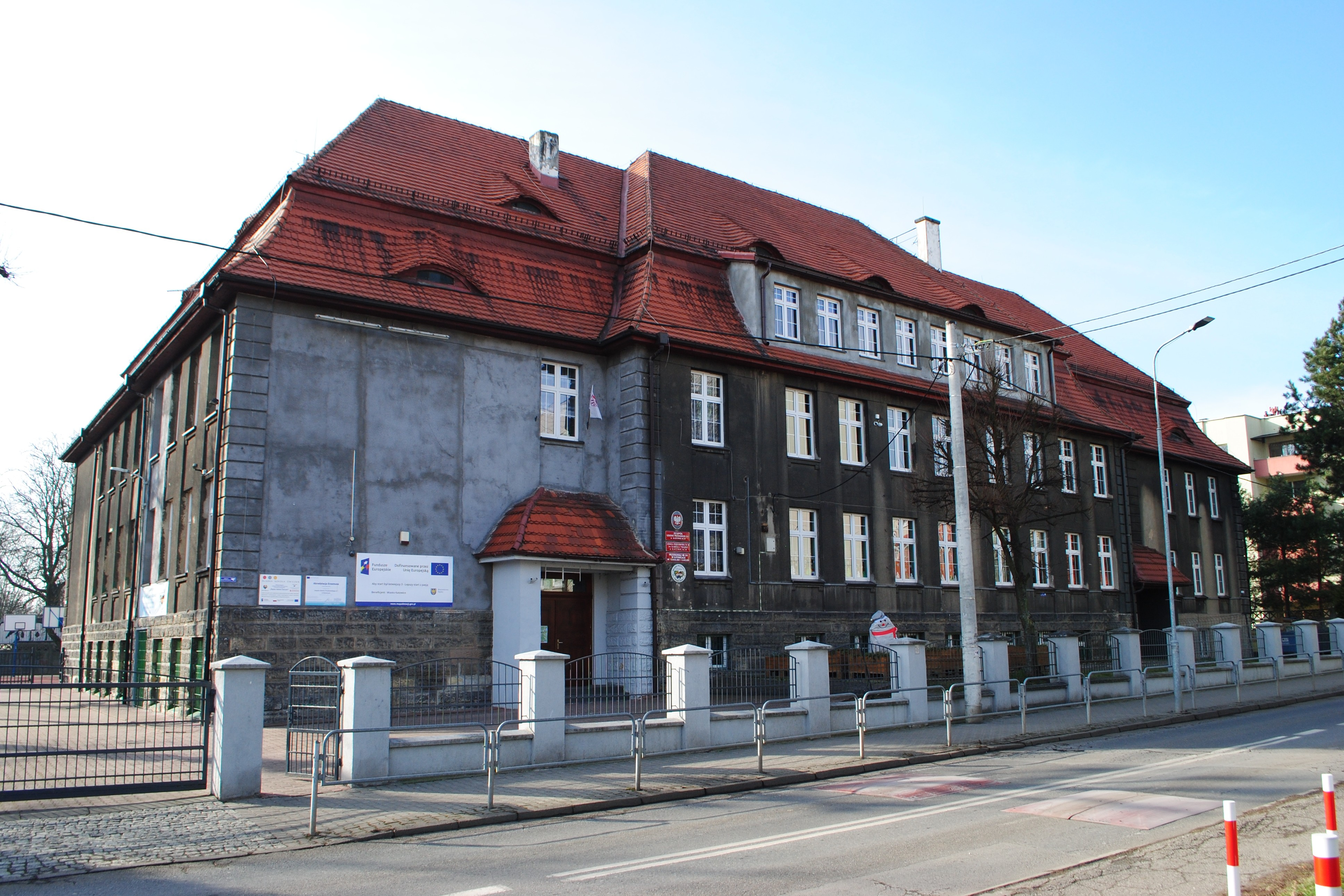
Budynek Zespołu Szkolno-Przedszkolnego nr 1 w Katowicach przy ulicy Sportowej 29 (2025)

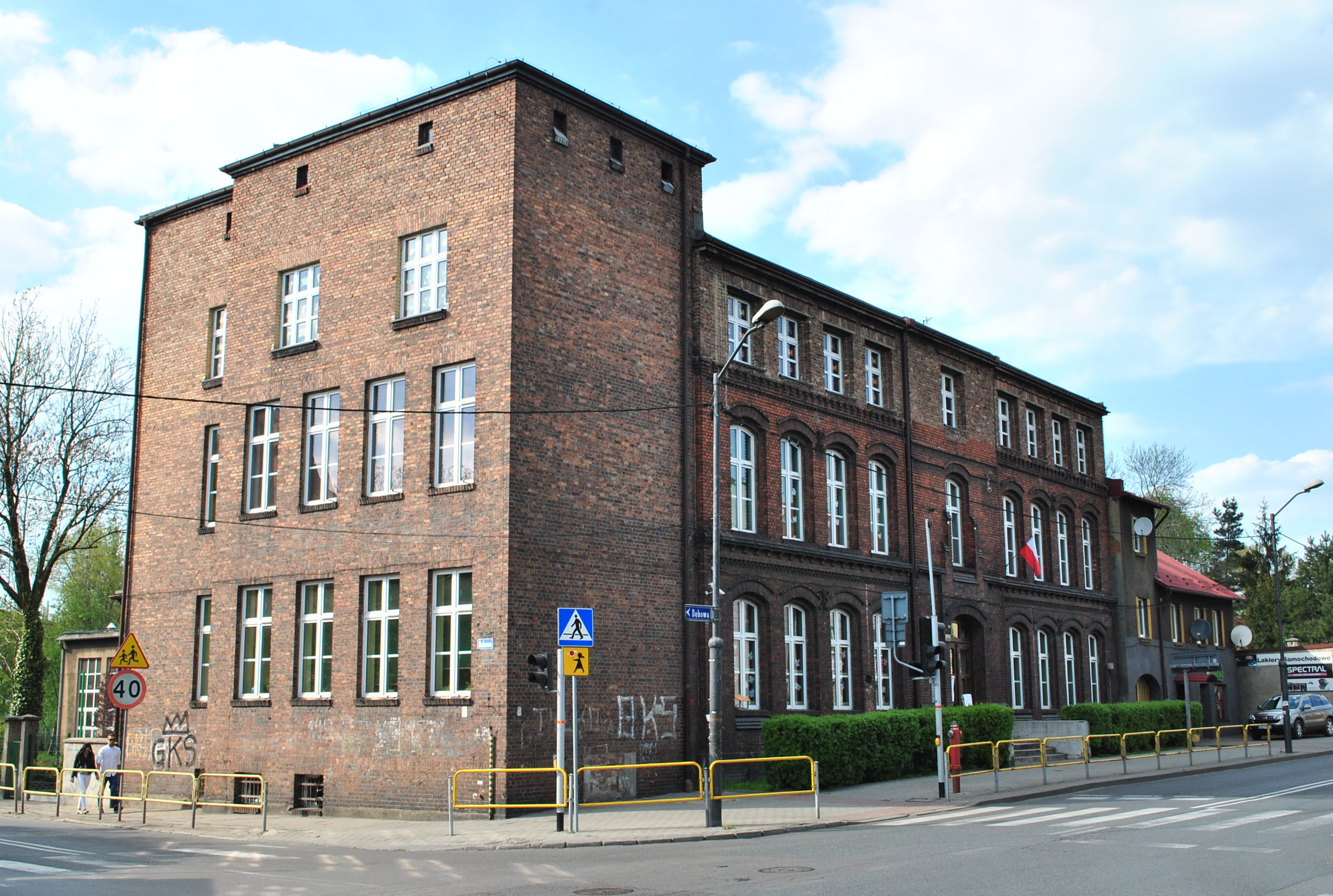
Budynek Społecznej Szkoły Podstawowej „Nasza Dobra Szkoła” przy ulicy Agnieszki 2 (2015)

Początki szkolnictwa na terenie Dębu wiążą się z osobą ks. Józefa Bedera, który 1 czerwca 1827 roku wystosował prośbę do władz rejencji opolskiej o wyrażenie zgody na założenie szkoły w Dębie, argumentując zbytnim oddaleniem miejsca zamieszkania uczniów do najbliższej szkoły. Po akceptacji władz budynek szkoły, wybudowany w pobliżu kościoła parafialnego, został ukończony 1 stycznia 1828 roku. Pierwszym nauczycielem w nowej szkole został Operalski. Do szkoły w 1834 roku uczęszczało 117 dzieci, natomiast w 1856 roku już 256 uczniów. W związku ze wzrostem liczby uczniów w 1850 roku, ówczesny nauczyciel Bubin zwrócił się z wnioskiem o budowę nowej siedziby, lecz zdecydowano się na razie na powiększeniu ówczesnej szkoły i zatrudnieniu nowego nauczyciela. Nowy, murowany budynek wybudowano w miejsce starego w 1856 roku. Drugą szkołę w Dębie wybudowano w 1892 roku przy obecnej ulicy Agnieszki, natomiast szkołę dla dzieci w Józefowcu przy ulicy Józefowskiej otwarto w 1901 roku. W trzech szkołach powszechnych w latach 1910–1911 uczyło się 2 980 uczniów, a pracowało 37 nauczycieli. W 1912 roku oddano do użytku nową szkołę przy ulicy Sportowej.
W okresie międzywojennym, w połowie lat 30. XX wieku w Dębie funkcjonowały dwie szkoły powszechne:
1. Szkoła powszechna nr 18 – mieściła się przy obecnej ulicy Sportowej; w połowie lat 30. XX wieku patronem szkoły został Karol Miarka; w tym czasie do szkoły uczęszczało 535 uczniów, a pracowało 13 nauczycieli[110], w tym m.in. Augustyn Pająk[111],
2. Szkoła powszechna nr 19 im. Zygmunta Krasińskiego – szkoła, która mieściła się przy ulicy Agnieszki, do której około 1935 roku uczęszczało 382 uczniów, a pracowało 9 nauczycieli; w latach 1929–1933 przebudowano budynek szkoły[110].

Po II wojnie światowej na terenie Dębu dokonano reorganizacji istniejących szkół. Od 1969 roku Szkoła Podstawowa nr 19 miała nowego patrona – Stefana Franciszoka, w 1977 roku oddano do użytku przy szkole salę gimnastyczną. We wrześniu 2017 roku szkoła zmieniła swoją siedzibę na ulicę Krzyżową 12 i jest w granicach sąsiedniej dzielnicy Wełnowiec-Józefowiec. Do dotychczasowego budynku szkoły przeprowadziła się Społeczna Szkoła Podstawowa „Nasza Dobra Szkoła”. Od 2010 roku szkoła nr 19 nosi imię Wojciecha Korfantego. Dnia 1 września 2007 roku decyzją Rady Miasta Katowice połączono Szkołę Podstawową nr 18 oraz Miejskie Przedszkole nr 24 w Zespół Szkolno-Przedszkolny nr 1 z siedzibą przy ulicy Sportowej 29.
Według stanu z sierpnia 2020 roku na terenie Dębu znajdują się następujące placówki oświatowe:
1. Miejskie Przedszkole nr 23 w Katowicach (ul. Dębowa 3),
2. Miejskie Przedszkole nr 27 im. Plastusia i Tosi w Katowicach (ul. ks. P. Ściegiennego 27)[115],
3. Publiczne Przedszkole Językowe „Pod Magnolią” w Katowicach (ul. Chorzowska 148c)[116]
4. Zespół Szkolno-Przedszkolny nr 1 w Katowicach (ul. Sportowa 29) – składa się z następujących placówek[114]:
  - Miejskie Przedszkole nr 24 w Katowicach,
  - Szkoła Podstawowa nr 18 w Katowicach,
5. Społeczna Szkoła Podstawowa „Nasza Dobra Szkoła” (ul. Agnieszki 2)[112].

## Kultura

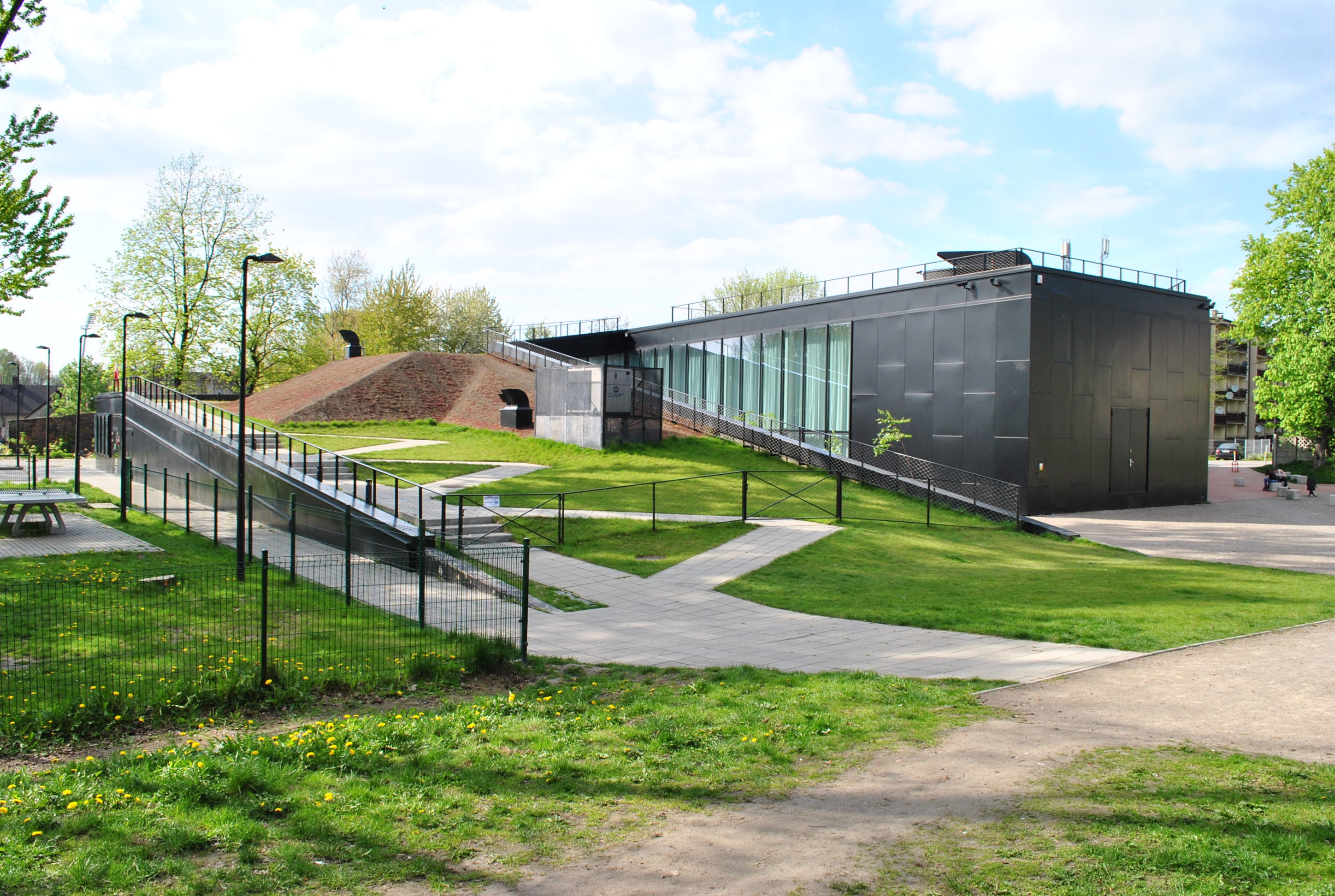
Budynek Filii „Dąb” Miejskiego Domu Kultury „Koszutka” oraz Filii nr 17 Miejskiej Biblioteki Publicznej w Katowicach przy ulicy Krzyżowej 1

W Dębie działalność kulturalna zaczęła się intensywnie rozwijać na początku XIX wieku. W latach 1882–1885 działał Związek Chrześcijańskich Robotników, który organizował inscenizacje teatralne. Rok później związek ten liczył 154 członków. Teatr organizowały również: od 1892 roku Towarzystwo Św. Alojzego i od 1904 roku Towarzystwo Katolickich Robotników. W latach 80. XIX wieku rozwinęła swoją działalność Czytelnia Polska. Na początku XX wieku swoją działalność zainaugurowało kilka chórów. Najwcześniejszy założono 2 listopada 1907 roku. Był to chór męski przy hucie „Baildon”, który liczył na początku 30 osób. Inauguracyjny koncert odbył się 26 stycznia 1908 roku. Od sierpnia 1918 do 1923 roku działał chór „Lutnia”. W okresie założenia w chórze działało 182 śpiewaków.
W latach międzywojennych w budynku przy ulicy Dębowej 14 znajdowało się kino „Dębina”. Ponadto przy ulicy Dębowej 2 zorganizowano bibliotekę publiczną posiadającą 1980 woluminów. Była ona prowadzona przez Towarzystwo Czytelni Ludowych. W latach 1926–1931 prowadził działalność chór męski „Lutnia”, do którego należało 26 osób. W 1930 roku powstał chór męski przy hucie „Baildon”. Należało do niego w 1939 roku 405 członków. Wieloletnim dyrygentem chóru był Józef Jesionek. Chór działał również po II wojnie światowej. Ponadto, w 1932 roku powołano Towarzystwo Mandolinistów „Echo”, a wcześniej, bo w latach 20. XX wieku Kółko Teatralne „Gwiazda”.

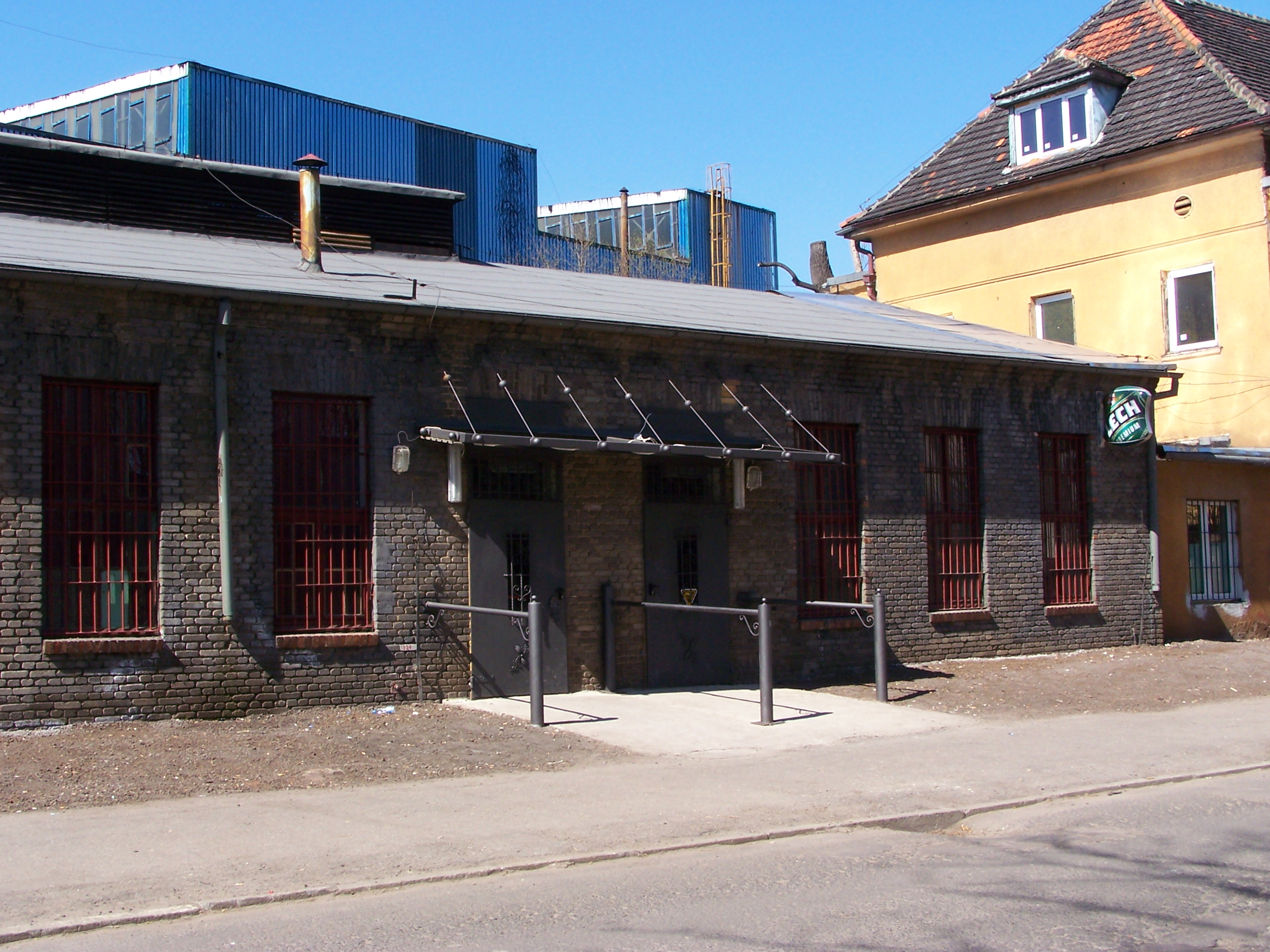
Dawna siedziba klubu muzycznego Mega Club przy ulicy Żelaznej 9

Działalność kulturalna w Dębie w dużej mierze odrodziła się po przemianach ustrojowych w 1989 roku. Dnia 25 lutego 1992 roku zostało zarejestrowane Stowarzyszenie Miłośników Dębu, które ma na celu integrację mieszkańców dzielnicy i organizację imprez społeczno-kulturalnych. W powiązaniu z kopalnią „Kleofas” funkcjonował również Górniczy Dom Kultury. W 2005 roku podjęto decyzję o budowie nowego budynku. Został on zlokalizowany przy ulicy Krzyżowej 1. Nowy, dwukondygnacyjny budynek został oddany do użytku w październiku 2014 roku. W budynku znajdują się następujące instytucje:
- Miejski Dom Kultury „Koszutka”. Filia „Dąb” – oferuje on zajęcia dla dzieci i młodzieży, w tym muzyczne (nauki gry na pianinie/keyboardzie i gitarze), plastyczne, fotograficzne, wokalne (w tym chór Anima Canto), taneczne i sportowe (gimnastyka dla seniorów, szachy i brydż)[124],
- Miejska Biblioteka Publiczna w Katowicach. Filia nr 17 – posiada wypożyczalnię dla dzieci i dorosłych, a także prowadzi lekcje biblioteczne i zajęcia literacko-edukacyjne[125].

Na terenie Dębu, przy ulicy Żelaznej 9, działał od 2007 roku Mega Club, założony w 1993 roku na bazie klubu studenckiego „Pod Rurą”. Jest to jeden z najstarszych klubów muzycznych w Katowicach, w którym występują artyści różnych stylów muzycznych. Ponadto odbywają się tam również inne wydarzenia kulturalne. W grudniu 2018 roku klub przeniósł swoją siedzibę do Międzynarodowego Centrum Kongresowego przy placu Sławika i Antalla 1.

## Religia

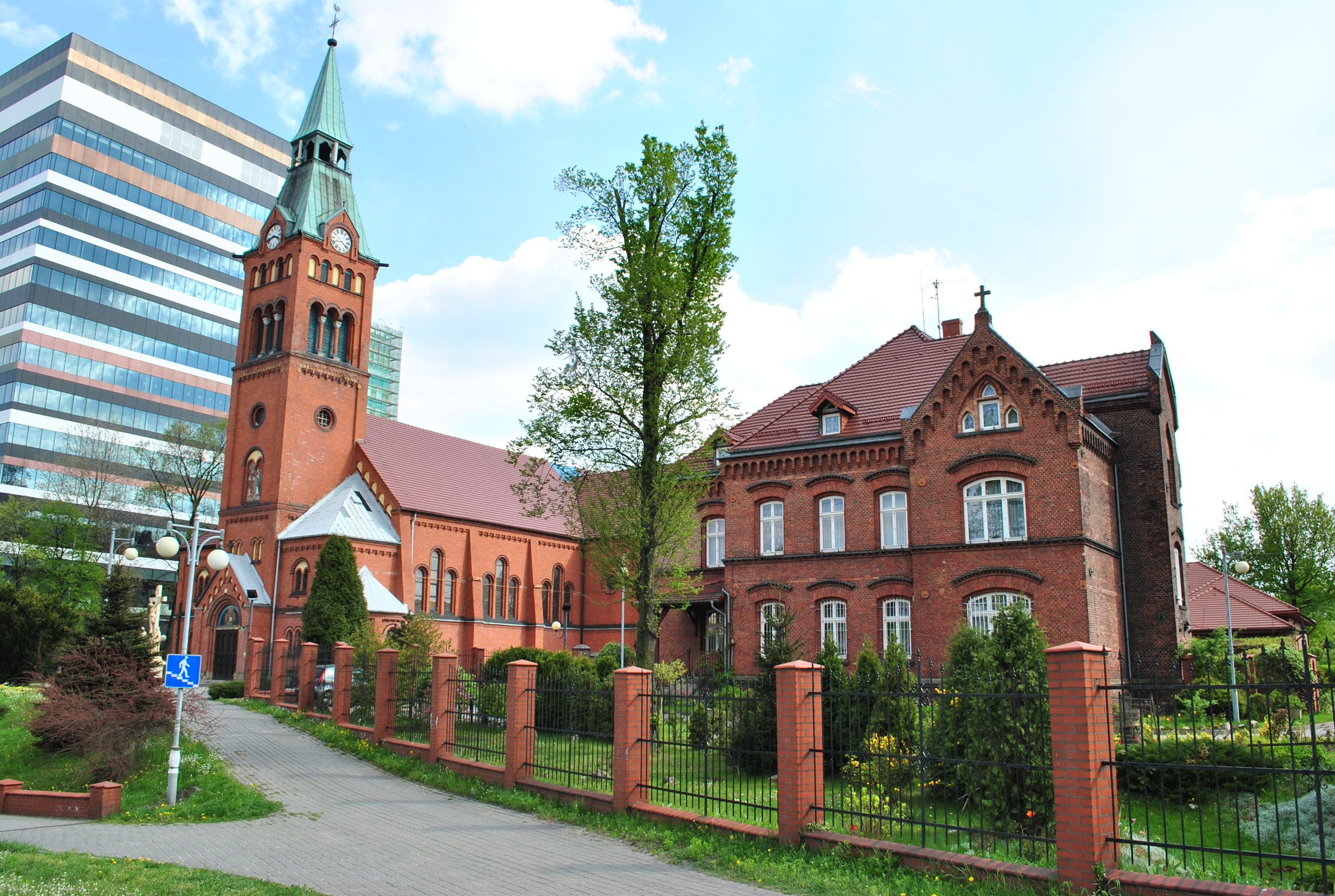
Kościół pw. św. Jana i Pawła Męczenników oraz budynek plebanii przy ulicy Chorzowskiej (2015)

Największą wspólnotą wyznaniową w Dębie jest rzymskokatolicka parafia świętych Jana i Pawła Męczenników, obejmująca zasięgiem całą dzielnicę. Przynależy ona do dekanatu Katowice-Załęże. Parafia ta w 2015 roku liczyła około 6 730 parafian, co stanowiło wówczas około 90% mieszkańców Dębu. Początki parafii wiążą się ze znacznym wzrostem liczby ludności w XIX wieku i chęcią powołania nowej wspólnoty z chorzowskiej parafii, do której przynależeli mieszkańcy Dębu. Pierwszy tymczasowy drewniany kościół powstał w 1875 roku. Wówczas posługę duszpasterską dla około 2 400 wiernych z Dębu, Józefowca i Bederowca odprawiali księża z chorzowskiej parafii. Jako że kościół ten stawał się coraz bardziej niewystarczający dla wzrastającej liczby mieszkańców, kard. Georg Kopp 18 sierpnia 1894 roku wydał dekret ustanawiający parafię w Dębie. Pierwszym proboszczem został 8 lipca 1895 roku ks. Maksymilian Krocker. W lipcu 1897 roku rozpoczęto budowę plebanii przy obecnej ulicy Chorzowskiej 160, natomiast budowa kościoła parafialnego w stylu neoromańskim z elementami eklektyzmu autorstwa Ludwiga Schneidera trwała w latach 1901–1902. W 1935 roku w pod względem struktury wyznaniowej w Dębie mieszkało 9 166 katolików (ponad 98% mieszkańców Dębu), 111 protestantów oraz kilku Żydów.
Na obszarze dębskiej parafii znajduje się, położona na terenie dawnej kopalni „Gottwald”, przy centrum handlowym Silesia City Center kaplica św. Barbary, poświęcona w 2005 roku, wybudowana w budynku w którym dawniej stała maszyna wyciągowa. Regularnie odbywają się tam nabożeństwa, a także koncerty muzyki poważnej. Na rogu ulic Dębowej i Źródlanej znajduje się zabytkowa kaplica Matki Bożej pochodząca z 1893 roku.

## Sport i rekreacja

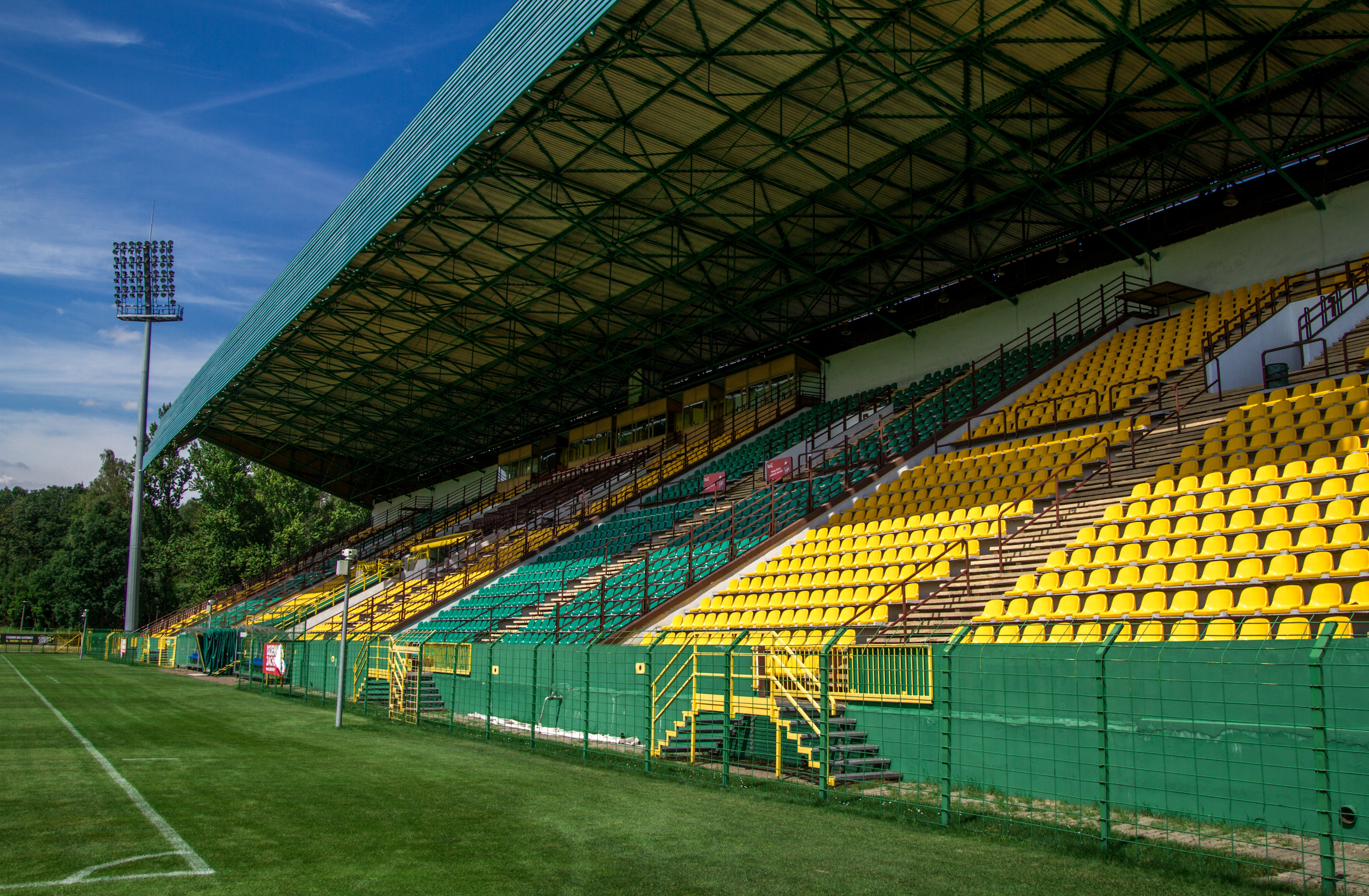
Stadion GKS-u Katowice przy ulicy Bukowej (2016)

Sport w Dębie zaczął się rozwijać od początku XX wieku. W 1905 roku zainicjowano Towarzystwo Sportowe Turnverein, które od 1906 roku występowało pod nazwą „Mȁnner Turnverein Domb”. 12 lutego 1912 roku utworzono gniazdo Dąb-Józefowiec Towarzystwa Gimnastycznego „Sokół”. W pierwszym roku działalności gniazdo skupiało kilkanaście, a w 1920 roku 113 osób. Pierwszym prezesem był Antoni Manowski, a sala do ćwiczeń znajdowała się przy ulicy Dębowej 88.
Przed I wojną światową powstał klub piłki nożnej o nazwie Club Eiche 1911. Został on w latach międzywojennych, w 1922 roku przekształcony w Klub Sportowy „Dąb”, który do 1936 roku prowadził jedynie sekcję piłki nożnej. Od tamtego czasu rozwijano inne dyscypliny sportowe, jak boks, hokej na lodzie, kolarstwo i lekkoatletyka. W latach międzywojennych funkcjonowały dodatkowo cztery kluby sportowe: Klub Szachistów „Pogoń 1924”, Robotniczy Klub Sportowy „Przyszłość” (piłka ręczna), Klub Sportowy „Legia” (kolarstwo) oraz Klub Tenisowy „Baildon”.
W latach międzywojennych do września 1939 roku kontynuowało swoją działalność gniazdo Towarzystwa Gimnastycznego „Sokół”. Ćwiczenia odbywały się w tamtym czasie w sokolni przy ulicy Krzyżowej. Największe sukcesy członkowie towarzystwa odnosili w siatkówce kobiet, a poza tym rozwijano też inne dyscypliny sportowe.
Po II wojnie światowej pierwsze kluby sportowe powstały przy zakładach przemysłowych – w 1945 roku rozpoczął działalność KS Baildon, a rok później Klub Sportowy Kopalni „Eminencja”, który po kilkakrotnych zmianach przyjął nazwę Górniczy Klub Sportowy „Dąb”. Swoje boisko klub miał przy ulicy Sportowej. Główną dyscypliną uprawianą w GKS Dąb była piłka nożna, a także boks, łyżwiarstwo, lekkoatletyka, pływanie i piłka wodna. Został on połączony w 1968 roku z klubem GKS Katowice, założonym w 1964 roku. Nowy, wielosekcyjny klub stał się właścicielem stadionu przy ulicy Bukowej.
KS Baildon w latach PRL-u początkowo funkcjonował w czterech sekcjach: boksie, łyżwiarstwie figurowym, pływaniu i piłce wodnej. W 1969 roku na rogu ulic Chorzowskiej i Żelaznej oddano do użytku nieistniejącą już dziś halę sportową, dzięki czemu klub znacznie rozwinął działalność w wielu sekcjach sportowych, osiągając sukcesy zwłaszcza w tenisie ziemnym i stołowym, hokeju na lodzie, szermierce oraz podnoszeniu ciężarów.
W listopadzie 1998 roku przy Szkole Podstawowej nr 18 w Katowicach założony został klub biathlonowy UKS Lider Katowice. Reprezentowali go m.in. olimpijczycy: Monika Hojnisz-Staręga i Rafał Lepel.

## Bezpieczeństwo publiczne

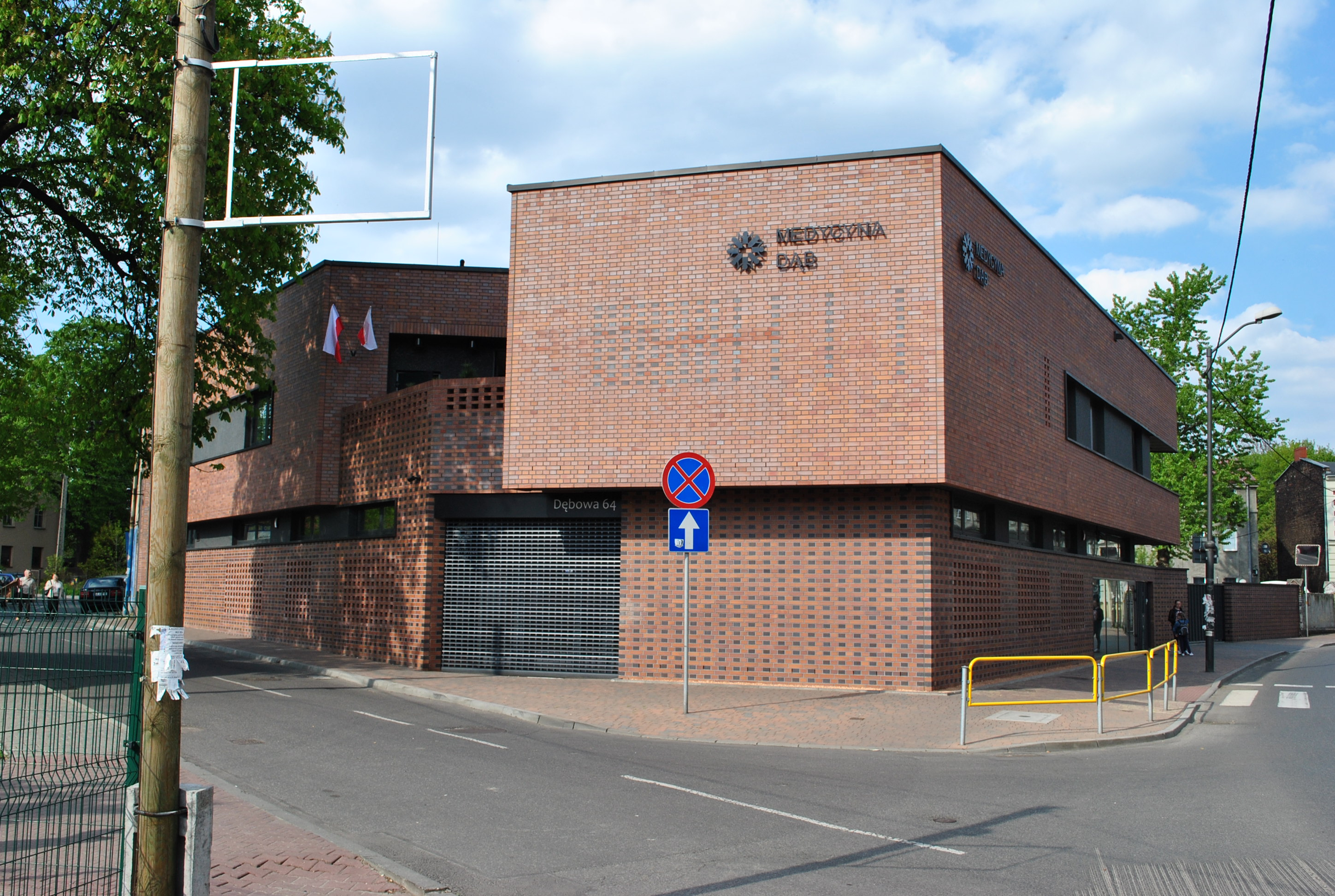
Budynek kliniki „Medycyna Dąb” przy ulicy Dębowej 64 (2015)

W Dębie już w latach międzywojennych funkcjonował szpital gminny, przekształcony w 1924 roku na oddział zakaźny dla chorych na gruźlicę, posiadający 30 miejsc dla chorych pacjentów. Szpital ten ze względu na szkody górnicze zamknięto w 1934 roku. Ponadto, w 1925 roku została otwarta poradnia dla matek, prowadzona przez siostry służebniczki. W 1981 roku na rogu ulic Chorzowskiej i Żelaznej oddano do użytku przychodnię.
Na terenie Dębu wg stanu z sierpnia 2020 roku znajdują się następujące placówki ochrony zdrowia:
- Przychodnia Prof-Med – posiada gabinety podstawowej opieki zdrowotnej i poradnie specjalistyczne[141],
- Centrum Medyczne Prof-Med / Tommed – wielospecjalistyczny ośrodek medyczny, posiadający m.in. gabinety podstawowej opieki zdrowotnej, poradnie specjalistyczne, laboratorium, gabinet stomatologiczny, rehabilitacji i medycyny pracy[142],
- Klinica 2000 – powstały w 1998 roku prywatny szpital, specjalizujący się w chirurgii ogólnej i okulistyce[143],
- Śląskie Laboratoria Analityczne. Punkt Pobrań[144],
- Medycyna Dąb – klinika specjalizująca się w leczeniu chorób kobiecych, zaburzeń hormonalnych u kobiet i młodzieży, chorób tarczycy, skóry, włosów i paznokci, ginekomastii i w dermatologii estetycznej[145],
- Centrum Medyczne Enel-Med – placówka w swoim zakresie posiada gabinety specjalistyczne, zabiegowe oraz punkty pobrań i szczepień[146],
- Centrum Medyczne Medicover Żelazna – posiada gabinety specjalistyczne, a także gabinet zabiegowy, medycyny pracy, pediatrii, ginekologii i pracownie RTG[147].

Dąb pod względem bezpieczeństwa publicznego w 2007 roku w stosunku do całego miasta charakteryzuje się średnim stopniem bezpieczeństwa. W tamtym czasie był 13. najbezpieczniejszą dzielnicą w Katowicach (na 22 dzielnice) według współczynnika przestępczości, który wówczas wynosił 2,67 przestępstw na 100 mieszkańców (średnia dla całych Katowic – 3,08). W latach 2004–2007 przestępczość w dzielnicy uległa obniżeniu – w 2004 współczynnik przestępczości wynosił 4,16 przestępstw na 100 osób. W 2007 roku doszło do 26 wypadków komunikacyjnych.
W Dębie nie ma posterunku policji ani jednostki straży pożarnej (stan na 2025 rok). Najbliższa placówka straży pożarnej to Jednostka Ratowniczo-Gaśnicza nr III Państwowej Straży Pożarnej w Katowicach przy ulicy Wojewódzkiej 11. Obszar Dębu przynależy do Komisariatu II Policji w Katowicach przy ulicy K. Iłłakowiczówny 2.